# Zeppelin

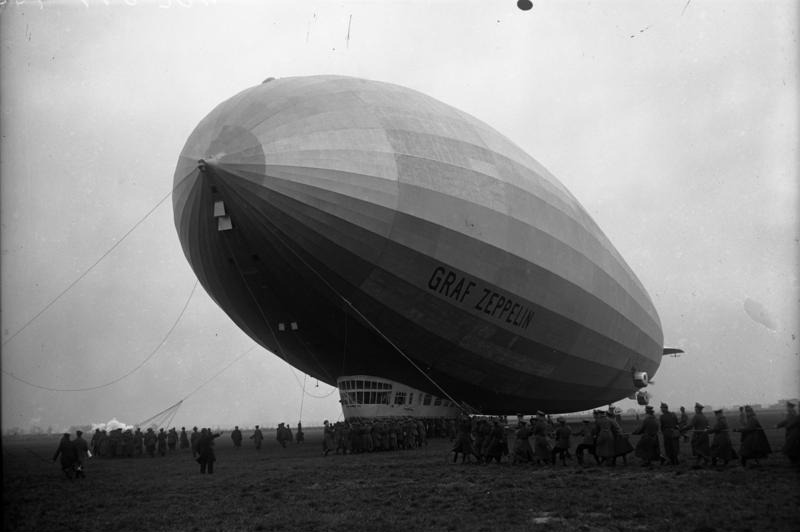
Das Luftschiff LZ 127 „Graf Zeppelin“

Der Zeppelin ist ein Starrluftschiff-Typ aus deutscher Produktion, der nach seinem Erfinder Ferdinand Graf von Zeppelin benannt wurde. Nach dem Erstaufstieg eines Prototyps am 2. Juli 1900 und einer von mehreren Unfällen geprägten ersten Entwicklungsphase wurden Zeppeline ab 1908 im Militärdienst und ab 1909 zur Personenbeförderung eingesetzt. Verglichen mit anderen Luftschiff-Typen war ihr Erfolg so groß, dass der Begriff Zeppelin heute häufig synonym – als Gattungsname – zu ‚Starrluftschiff‘ gebraucht oder auch auf alle Arten von Luftschiffen angewandt wird.

## Geschichte
Ferdinand Graf von Zeppelin schied 1890 im Alter von 52 Jahren frühzeitig aus dem Armeedienst aus und wandte sich danach ernsthaft der Entwicklung eines Luftschiffs zu. Zusammen mit Theodor Kober stellte er in den Folgejahren erste Überlegungen für Luftschiffe an, die im Februar 1894 in dem Konzept eines Lenkbaren Luftzuges mündeten und in einer „Denkschrift über das lenkbare Luftschiff“ veröffentlicht wurden. Am 13. August 1898 erhielt er ein Patent für einen „Lenkbaren Luftfahrzug mit mehreren hintereinander angeordneten Tragkörpern“ (Kaiserliches Patentamt, Patentschrift No. 98580). Der Entwurf, der damit rückwirkend zum 31. August 1895 geschützt wurde, hatte unter anderem folgende wichtige Merkmale, kam aber über die Konzeptionsphase niemals hinaus, sodass er nicht gebaut wurde:
- Gasraum aufgeteilt in mehrere zylindrische Zellen,
- Steuerungsmöglichkeit mit Hilfe von Höhen- und Seitenrudern,
- zwei getrennte, fest mit dem Gerippe verbundene Gondeln,
- Vortrieb durch Propeller, montiert auf Höhe des größten Luftwiderstandes,
- Möglichkeit, mehrere solcher Schiffe wie Zugwaggons aneinander zu koppeln (dies wurde nie realisiert).

Die Pläne für dieses erste lenkbare Luftschiff erhielt Zeppelin dabei von der Witwe des ungarischen Konstrukteurs David Schwarz.
Die einzelnen Zeppeline sind in der Liste der Zeppeline beschrieben.

### Entwicklung bis zum Linienverkehr

#### Der erste „Zeppelin“ LZ 1

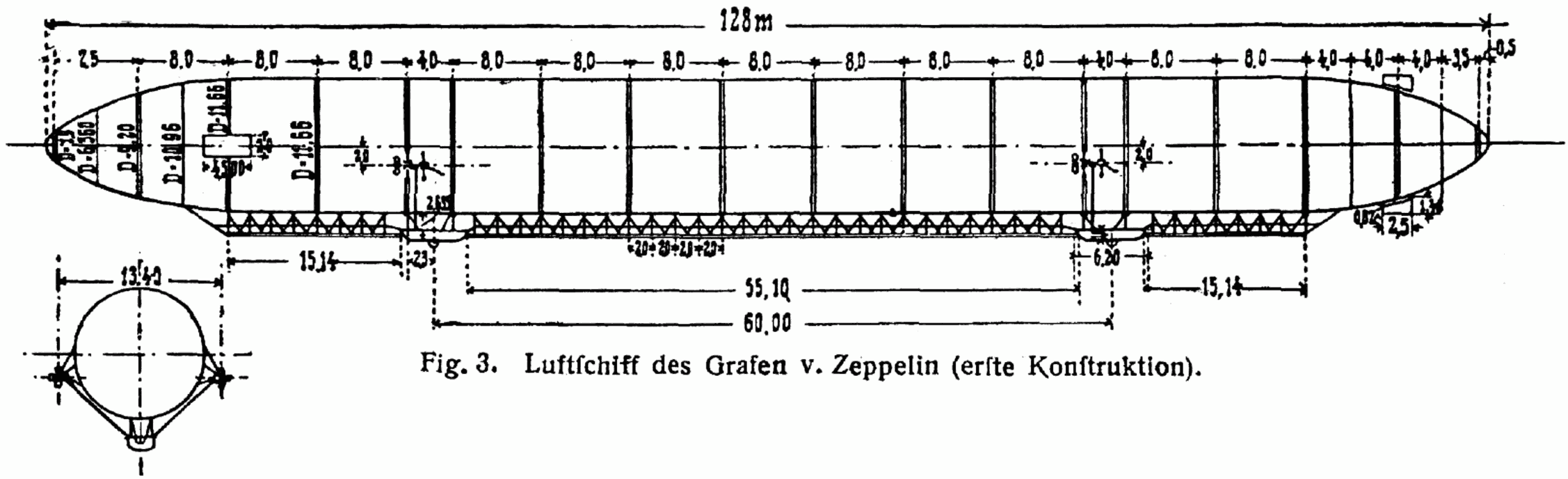
Skizze von LZ 1

Eine Expertenkommission, der von Zeppelin im Jahr 1898 seine Entwürfe vorgelegt hatte, zeigte sich wenig interessiert, so dass der Graf bei der Umsetzung seiner Idee weitgehend auf sich allein gestellt war. 1898 gründete er die „Gesellschaft zur Förderung der Luftschifffahrt“, für die er mehr als die Hälfte des Aktienkapitals von 800.000 Mark (inflationsbereinigt in heutiger Währung: rund 6.654.000 Euro) selbst aufbrachte. Die technische Umsetzung delegierte er zunächst an den Ingenieur Theodor Kober und später an Ludwig Dürr.
Im Jahr 1898 wurde in der Fabrik von Carl Berg in Lüdenscheid, der auch am Bau des Luftschiffes von David Schwarz beteiligt war, mit der Produktion von Teilen für den ersten Zeppelin begonnen. Weitere 18 große trommelförmige Ballons, die später in das Gerippe des ersten Zeppelin Z1 eingehängt wurden, stammten aus dem Kölner Werk Clouth Gummiwerke AG. Die Montage zum ersten Zeppelin-Starrluftschiff begann 1899 in einer schwimmenden Montagehalle auf dem Bodensee in der Bucht von Manzell bei Friedrichshafen. Diese Halle konnte für den schwierigen Startvorgang in den Wind gedreht werden.
Der Prototyp LZ 1 (LZ für „Luftschiff Zeppelin“) war 128 m lang, maß 11,65 m im Durchmesser und wurde von zwei Daimler-Motoren mit je 10,4 kW (14,1 PS) angetrieben. Zum Ausbalancieren (Trimmung) der etwa 13 Tonnen schweren Konstruktion verwendete man ein zwischen der vorderen und hinteren Gondel verschiebbares 130 kg schweres Gewicht. 11.300 Kubikmeter Wasserstoff sorgten als Traggas für Auftrieb, die Nutzlast betrug jedoch nur etwa 300 kg.
Am 2. Juli 1900 um 20:03 Uhr fand in der Manzeller Bucht unter den Augen von etwa 12.000 Zuschauern am Seeufer und auf Booten der erste Aufstieg des Luftschiffes statt. Die Fahrt dauerte nur 18 Minuten. Sofort nach dem Start brach die Winde für das Ausgleichsgewicht und beim weiteren Aufstieg verzog sich das Gerüst so sehr, dass die Bedienung der Seitenruder versagte und die Motoren nicht dauerhaft laufen konnten. Schließlich drohte LZ 1 vom Wind abgetrieben zu werden und musste auf dem Wasser notlanden, wobei das Luftschiff mit einem Pfahl kollidierte und seine Hülle beschädigt wurde.
Nach Reparaturen zeigte die Technik in den folgenden Wochen bei zwei weiteren Aufstiegen zwar einiges Potential und überbot insbesondere den bis dahin vom französischen Luftschiff „La France“ gehaltenen Geschwindigkeitsrekord von 6 m/s (21,6 km/h) um 3 m/s (10,8 km/h), konnte aber mögliche Investoren noch nicht überzeugen. Da die finanziellen Mittel erschöpft waren, musste Graf von Zeppelin den Prototyp wieder zerlegen, die Reste und alle Werkzeuge verkaufen und die Gesellschaft auflösen.

#### Ein Unfall als „Starthilfe“ – LZ 2, LZ 3, LZ 4

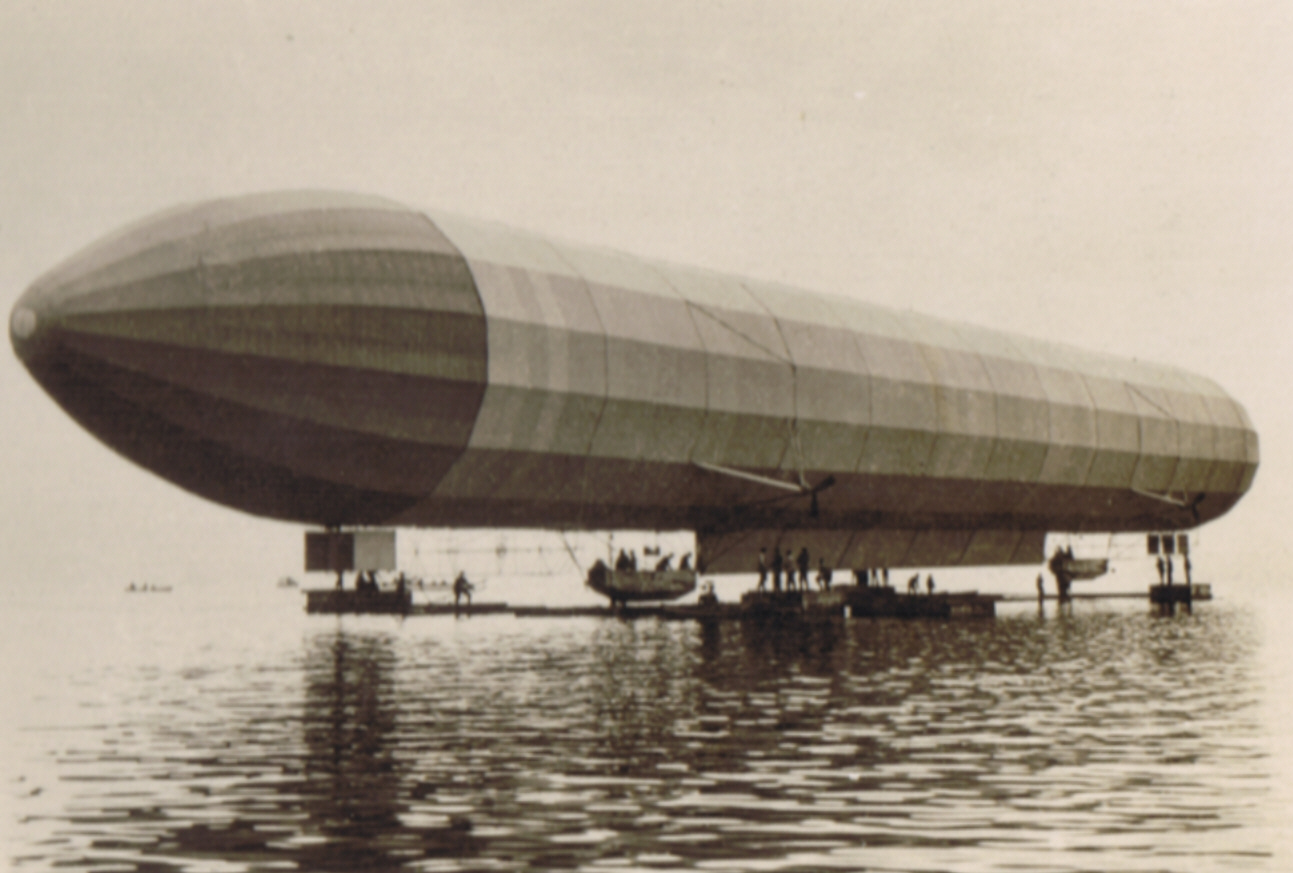
LZ 2 1905

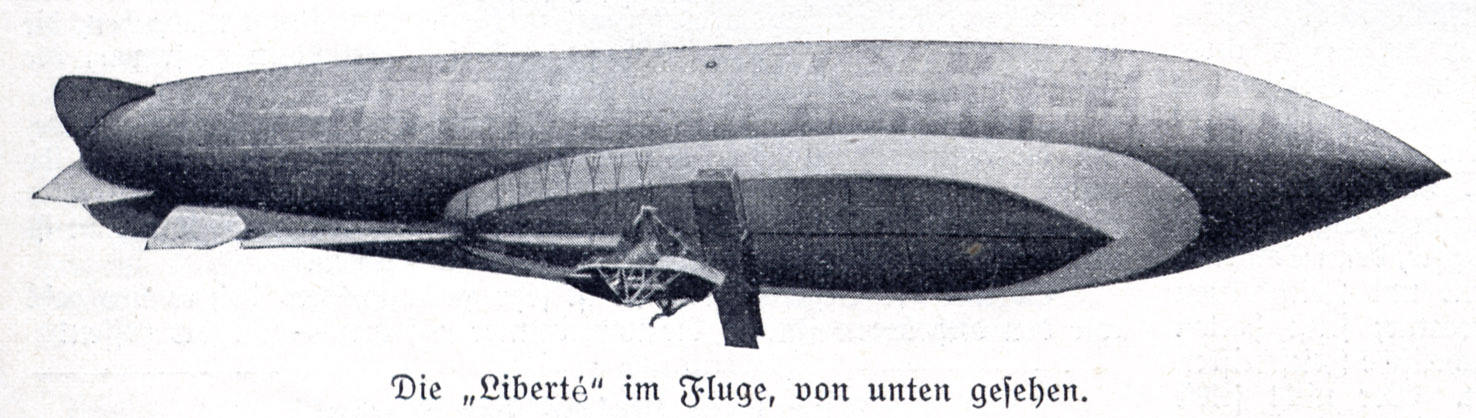
Konkurrenz aus Frankreich: Lebaudys Liberté, ca. 1909

Ihre zweite (und dritte) Chance verdankt die Zeppelin-Idee hauptsächlich dem späteren Generaldirektor und Vorstandsvorsitzenden des Zeppelinwerkes, Alfred Colsman. Er war der Schwiegersohn Carl Bergs, und ihm sind der Erfolg und das Geschick des Zeppelinwerkes zu verdanken, ebenso wie der luftfahrtbegeisterten Bevölkerung. Sie und der unermüdliche Unternehmergeist Colsmans erst ermöglichten es dem Grafen, die Technik soweit fortzuentwickeln, dass sie für zivile wie militärische Einsatzzwecke interessant wurde.
Den Grundstock für die Finanzierung von LZ 2 und LZ 3 bildeten Spenden und die Einnahmen einer speziellen Lotterie, die im Dezember 1906 staatlich genehmigt wurde. Weitere 100.000 Mark stammten aus dem Privatvermögen des Grafen. Schließlich steuerte Reichskanzler von Bülow doch noch 50.000 Mark aus einem Dispositionsfonds bei.
LZ 2 war etwa genauso groß wie LZ 1, jedoch deutlich verbessert und stieg am 30. November 1905 zu ersten kurzen Flugversuchen auf. Am 17. Januar 1906 folgte der zweite und diesmal längere Aufstieg. Das Luftschiff wurde hierbei jedoch von einem starken Wind über Land abgetrieben, später versagten die Motoren und die Steuerung. Daher musste der Zeppelin bei Fischreute/Sommersried (Kißlegg) notlanden, wo das provisorisch verankerte Schiff in der Nacht durch einen aufkommenden Sturm irreparabel beschädigt wurde.
Sein Nachfolger LZ 3, in dem alle noch brauchbaren Teile von LZ 2 verbaut wurden, stieg am 9. und 10. Oktober 1906 zu ersten Tests auf. LZ 3 war der erste erfolgreiche Zeppelin und legte bis 1908 auf 45 Fahrten insgesamt 4398 km zurück. Theodor Lewald, der für Kultur zuständige Ministerialdirektor im Reichsamt des Inneren, hatte Flugobjekte während der Weltausstellung 1904 kennengelernt und rettete die Zeppelinwerft vor dem Konkurs. Er überzeugte das Militär, dass die Technik interessant sei. Das Heer kaufte LZ 3 und benannte es um in Z I. Bis 1913 diente es als Schulschiff, dann wurde das technisch überholte Schiff abgerüstet.
Die Armee wollte auch LZ 4 übernehmen, verlangte aber zunächst eine Demonstration, dass der Zeppelin für eine 24-Stunden-Fahrt geeignet sei. Das Luftschiff startete am 4. August 1908 um 6:22 Uhr in Friedrichshafen, um Mainz zu erreichen. Während dieser Fahrt musste das Schiff am selben Tag um 17:24 Uhr wegen eines kleinen Motorschadens in der Nähe des Rheinkilometers 481 am Kornsand bei Trebur-Geinsheim notlanden. Ein großer Gedenkstein, der Zeppelinstein am Rheinufer, erinnert an die Hilfsbereitschaft der örtlichen Bauern, die ihre Arbeit auf den Feldern liegen ließen, um die Mannschaft bei der Notlandung zu unterstützen. Der Motor konnte repariert werden, und das Luftschiff startete gegen 22:00 Uhr erneut. Auf der Rückfahrt musste das LZ 4 schon zwei Stunden später abermals wegen Motorproblemen auf den Feldern bei Echterdingen in der Nähe von Stuttgart zwischenlanden. Hier riss ein aufkommender Sturm das Schiff am 5. August 1908 aus seiner Verankerung. Es strandete an einem Obstbaum auf einem Feld in Bernhausen, fing Feuer, und nach kürzester Zeit blieben von der stolzen Konstruktion nur noch rauchende Trümmer. Zwei Techniker, die mit der Reparatur der Maschinen beschäftigt waren, konnten sich nur durch einen gewagten Sprung retten.

Zeppelins Landung in München, Gemälde der ersten Zielfahrt Zeppelins am 2. April 1909 von Michael Zeno Diemer (1910)

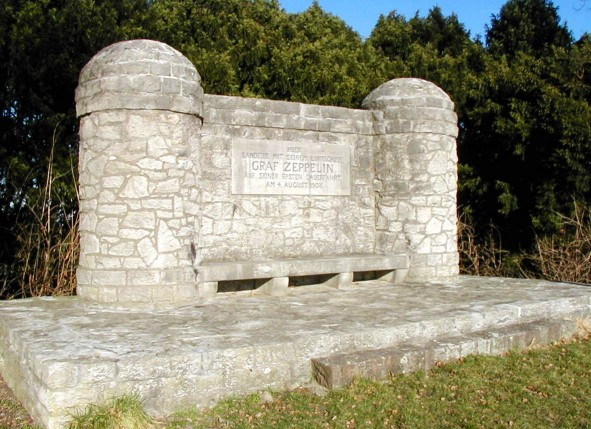
Zeppelinstein am Rheinufer in der Gemarkung Kornsand, 2005

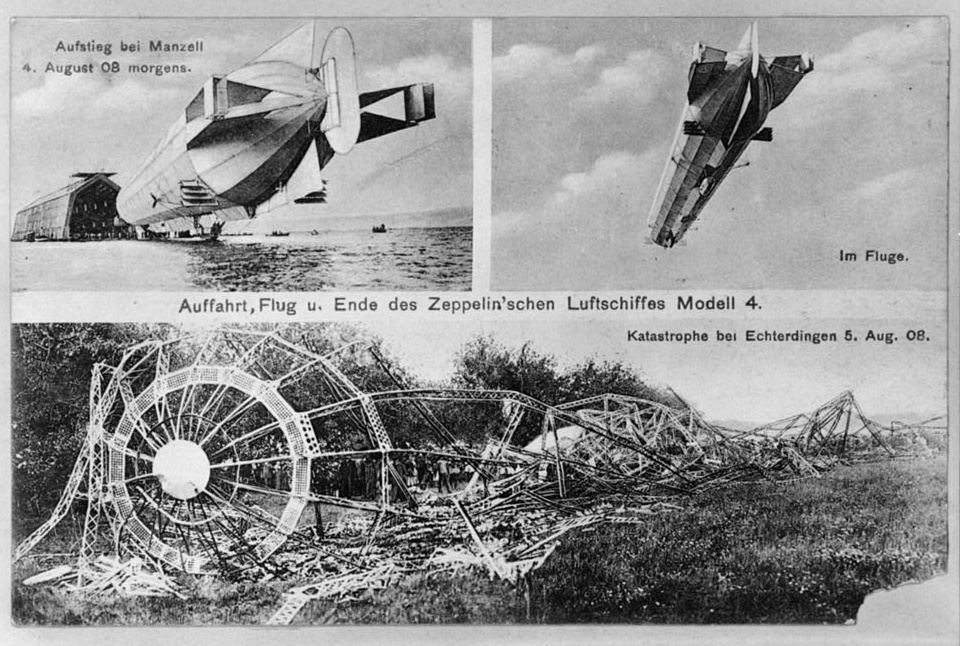
LZ 4 beim Start, im Flug und nach dem Absturz in Echterdingen, 1908

Obwohl niemand ernsthaft verletzt wurde, hätte dieser Unfall gewiss das wirtschaftliche Aus für die Luftschiffe bedeutet, hätte nicht einer der zahlreichen Zuschauer spontan eine Spendenaktion gestartet, die eine beispiellose Welle der Hilfsbereitschaft im ganzen Land auslöste. So kam aus der Zeppelinspende des deutschen Volkes die eindrucksvolle Summe von 6.096.555 Mark (entspricht dem Gegenwert von 44 Millionen Euro) zustande, die es dem Grafen ermöglichte, die Luftschiffbau Zeppelin GmbH zu gründen und eine Zeppelin-Stiftung ins Leben zu rufen. Das Zeppelin-Projekt stand damit endlich finanziell auf sicherem Boden. Graf Zeppelin bezeichnete deshalb später den 5. August 1908 als „die Geburtsstunde der nationalen Luftschifffahrt in Deutschland“. In Echterdingen erinnern ein Zeppelinstein mit mehreren Gedenk- und Informationstafeln an diesen Tag.

#### Zeppeline vor dem Ersten Weltkrieg
„Pleiten, Pech und Pannen kennzeichnen die Anfangsjahre. Allein zwölf von 19 Luftschiffen wurden vor 1913 bei Unfällen zerstört, im Oktober 1912 ertrinken 14 Besatzungsmitglieder, nachdem ihr Luftschiff LZ 14 bei einem Sturm über der Nordsee ins Meer gedrückt worden war.“

In den folgenden Jahren bis zum Ausbruch des Ersten Weltkriegs im Sommer 1914 wurden 21 weitere Zeppelin-Luftschiffe (LZ 5 bis LZ 25) fertiggestellt.

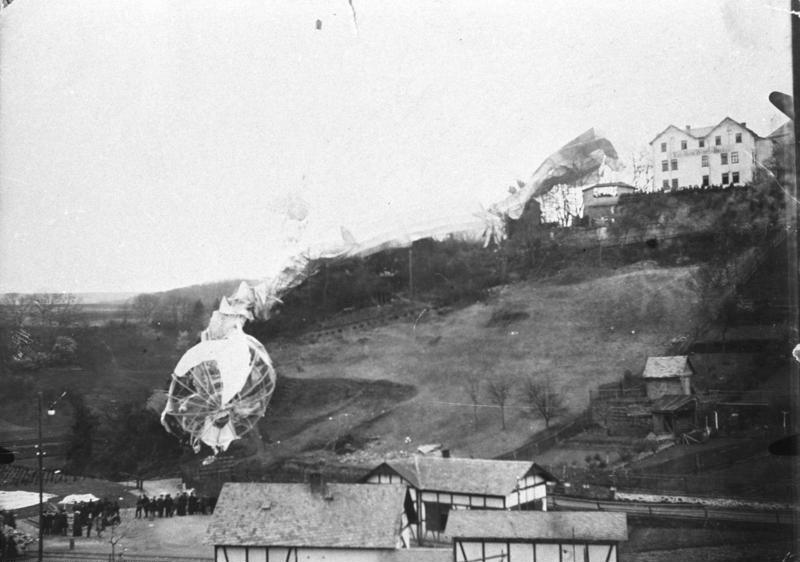
LZ 5 nach dem Absturz bei Weilburg (1910)

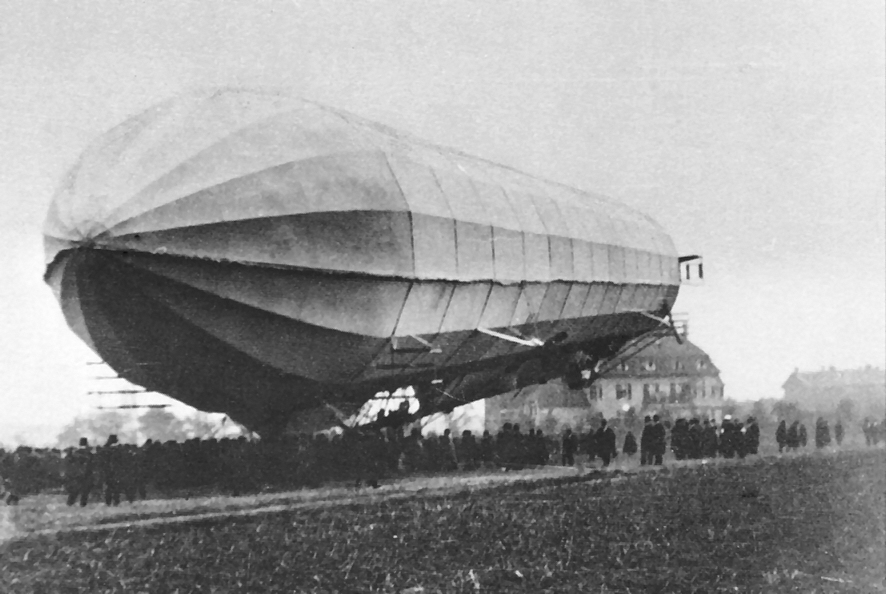
1909: Zeppelin LZ 6 landete auf späterem Grugaparkgelände in Essen

LZ 5 wurde als ziviles Luftschiff gebaut und führte seine erste Fahrt am 26. Mai 1909 durch. Das Luftschiff absolvierte vom 29. Mai bis 2. Juni 1909 eine 38-stündige Rekorddauerfahrt vom Bodensee nach Bitterfeld über eine Strecke von 1194 km. Auf der Rückfahrt landete LZ 5 bei Göppingen und wurde dabei schwer beschädigt, konnte nach einer Notreparatur die Fahrt zum Heimathafen Manzell jedoch fortsetzen. Am 5. August 1909 wurde das Luftschiff vom Heer übernommen und erhielt die Bezeichnung Z II. Der Zeppelin war auf der „Internationalen Luftschifffahrt-Ausstellung“ 1909 in Frankfurt am Main zu sehen. Bei der Rückfahrt nach einer Parade am 22. April 1910 vor Kaiser Wilhelm II. in Bad Homburg vor der Höhe, an der auch das Parseval-Luftschiff PL 3 und das Groß-Basenach-Luftschiff M1 des Majors Hans Groß teilnahmen, musste Z II am 24. April 1910 in Limburg gelandet und verankert werden. Eine Sturmböe riss am nächsten Tag das unbemannte Luftschiff von seiner Verankerung los und trieb es östlich davon. Bei Weilburg strandete Z II am Felsen Webersberg und wurde dabei so zerstört, dass er abgewrackt werden musste.
Mit LZ 6 entstand im Jahr 1909 der erste Zeppelin, der kommerziell für die Beförderung von Fahrgästen eingesetzt wurde. Dazu wurde er von der am 16. November 1909 neu gegründeten Deutschen Luftschiffahrts-AG (DELAG), der ersten Luftreederei der Welt, übernommen. Erstmals wurden mit diesem Schiff auch Versuche für die Verwendung eines Funksystems durchgeführt. Bis 1914 wurden weitere sechs Verkehrsluftschiffe an die DELAG verkauft und erhielten zusätzlich zu ihren Produktionsnummern Namen, beispielsweise LZ 11 Viktoria Luise (1912) und LZ 17 Sachsen (1913). Vier dieser Schiffe wurden bei Unfällen zerstört, hauptsächlich beim Einhallen. Personen kamen dabei nicht zu Schaden.
LZ 7 Deutschland verunglückte am 28. Juni 1910 in einem Sturm im Teutoburger Wald. Das Schiff war in Düsseldorf gestartet, wurde dann aber im Sturm und wegen technischer Probleme abgetrieben und stürzte in den Teutoburger Wald bei Bad Iburg. Menschen kamen dabei nicht zu Schaden. Ein Gedenkstein erinnert an den Absturz.
LZ 8 wurde am 16. Mai 1911 durch eine Windböe zerstört.
LZ 10 Schwaben, wurde 1911/1912 als Passagierluftschiff für Rundfahrten eingesetzt und am 28. Juni 1912 in Düsseldorf durch Unfall zerstört.
Im Jahr 1911 wurde die Hamburger Luftschiffhallen GmbH (HLG) gegründet, ein Jahr später in Hamburg-Fuhlsbüttel die Zeppelinhalle mit 160 Meter Länge, 45 Meter Breite und 25 Meter Höhe für zwei Luftschiffe gebaut. Zahlreiche Luftschiffhallen waren bereits gebaut, weitere wurden in Deutschland und weltweit errichtet.
Ein Linienverkehr wurde zwischen Düsseldorf, Baden-Oos, Berlin-Johannisthal, Gotha, Frankfurt, Hamburg, Dresden und Leipzig aufgenommen. Durch den Ersten Weltkrieg unterblieb die Erweiterung auf europäische Städte.

### Zeppeline im Ersten Weltkrieg
Die verbliebenen 14 Zeppeline wurden vom Heer und der Marine des Deutschen Reiches gekauft, die ihre Schiffe zum Teil mit eigenen „taktischen“ Nummern versahen.

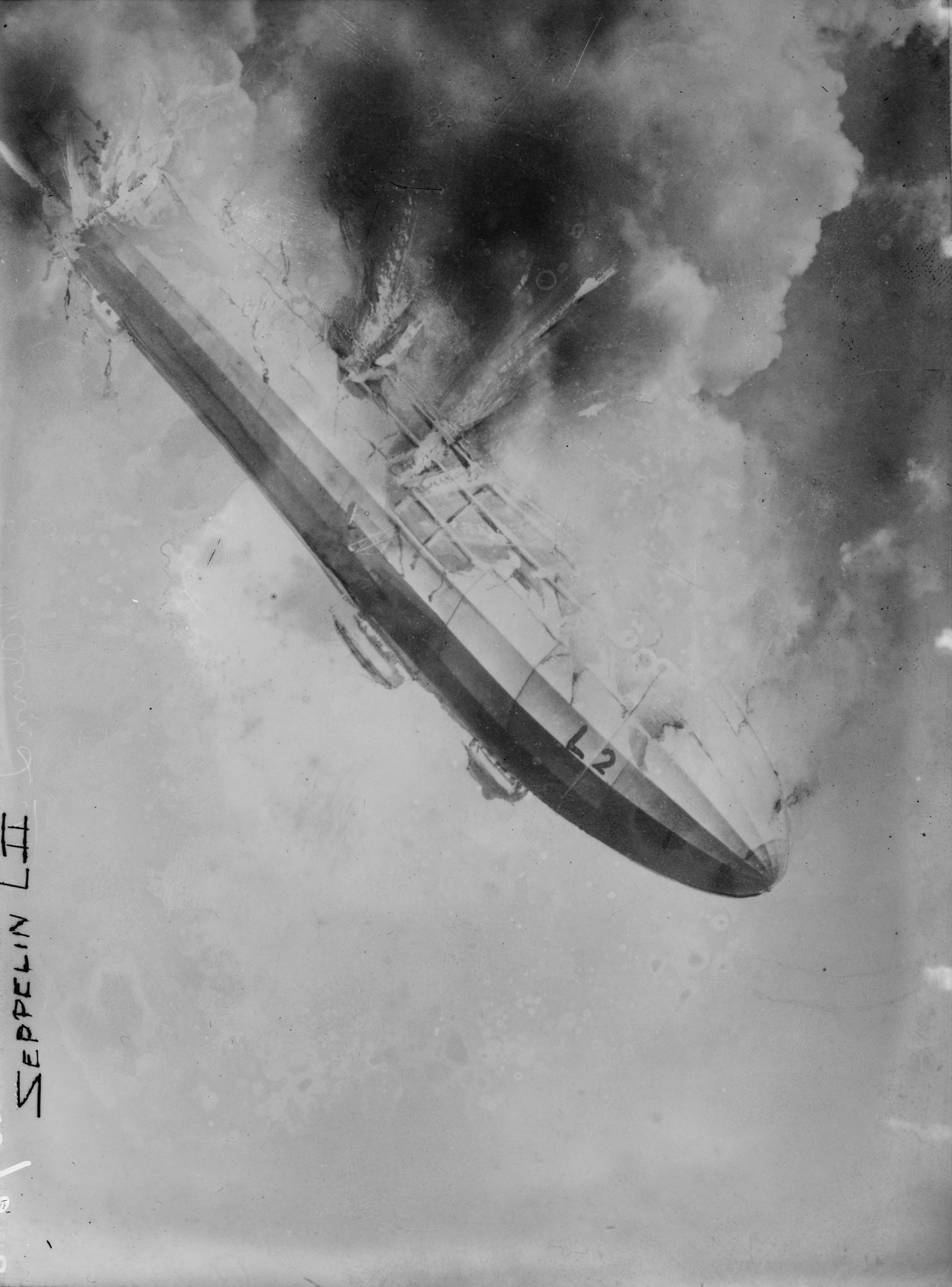
LZ 18 beim Absturz, 1913

Mit Kriegsbeginn übernahm das Militär auch die DELAG-Schiffe. Zu diesem Zeitpunkt hatte es bereits drei andere außer Dienst gestellt (LZ 3/„Z I“ eingeschlossen) und fünf weitere bei Unfällen verloren. Zweimal starben dabei Menschen: Der Marinezeppelin LZ 14/„L 1“ wurde von einem Sturm in die Nordsee gedrückt, wobei 14 Soldaten ertranken. LZ 18/„L 2“ ging am 17. Oktober 1913 nach der Explosion eines Motors in der Luft in Flammen auf, alle 28 Mann an Bord starben.
Stand der Technik waren im Jahre 1914 Zeppeline mit Längen von 150 bis 160 m und Volumina um 22.000 bis 25.000 m³, die Nutzlasten bis zu neun Tonnen tragen konnten. Sie wurden üblicherweise von drei Maybach-Motoren zu je 147 kW (200 PS) angetrieben und erreichten Geschwindigkeiten bis zu etwa 80 km/h.
Im Krieg wurde die Entwicklung der Zeppeline stark vorangetrieben. Daneben kamen auch Starrluftschiffe vom Typ Schütte-Lanz zum Einsatz. Sie waren sehr innovativ, wovon auch die Zeppeline profitierten, aber aufgrund ihres hölzernen Gerippes in ihren Leistungen begrenzt. Erst gegen Ende des Krieges wurden auch sie mit einem Gerüst aus Duraluminium gebaut, aber nicht fertiggestellt.

#### Technischer Vorsprung
Die militärische Führung des Deutschen Reiches setzte anfangs große Hoffnungen in die Luftschiffe. Verglichen mit Flugzeugen erreichten sie größere Höhen, waren fast ebenso schnell, konnten dank ihrer größeren Nutzlast stärker bewaffnet und mit mehr Bomben bestückt werden, konnten länger in der Luft bleiben und hatten eine deutlich größere Reichweite.
Ihre Bekämpfung aus der Luft erwies sich für die Gegner zunächst als schwierig, obwohl Wasserstoffgas prinzipiell leicht entflammbar ist. Tatsächlich überstand LZ 91/„L 42“ im Jahr 1917 sogar zwei Blitzeinschläge in der Luft unversehrt. Da feindliche Flugzeuge zunächst nicht über geeignete Schusswaffen verfügten, wurden erste Bekämpfungserfolge gegen Zeppeline durch Bombentreffer erzielt. Den ersten Erfolg mit Bomben hatte am 7. Juni 1915 der britische Pilot Reginald A. J. Warneford. Er setzte das Heeresluftschiff LZ 37 über Gent in Brand und erhielt dafür das Victoria Cross, den höchsten britischen Orden.
Regelmäßige Bekämpfungserfolge erzielten die Alliierten erst mit Brandmunition im Frühjahr 1916. Der erste Zeppelin, der auf diese Weise in Brand und abgeschossen wurde, war LZ 47/„LZ 77“ am 21. Februar 1916, dem ersten Tag der Schlacht um Verdun. „LZ 77“ war unter dem Kommandanten Major Horn vom Flughafen Namur aus gestartet und wurde bei Brabant-le-Roi abgeschossen.
Am 29./30. Januar war das Luftschiff LZ 49/„LZ 79“ unter der Führung des Kommandanten Major Geissert von Namur aus gestartet, hatte über Paris Bomben abgeworfen und wurde auf der Rückfahrt am Heck getroffen. Die Folge war die Strandung auf den Dächern eines Dorfes in Südbelgien (damals deutsches Stellungsgebiet). Die zwölf Besatzungsmitglieder überlebten und übernahmen später das Luftschiff „LZ 90“ unter Kommandant Major Geissert, später unter Kommandant Hptm. La Quiante. Sie führte unter anderem eine Angriffsfahrt gegen London aus. Dort hat sie des Wetters wegen und weil der Kommandant meinte, die zum ersten Mal mitgeführte Beobachtungsgondel bringe nichts, diese einfach über London abgeworfen.

#### Luftschiffe im Kriegseinsatz

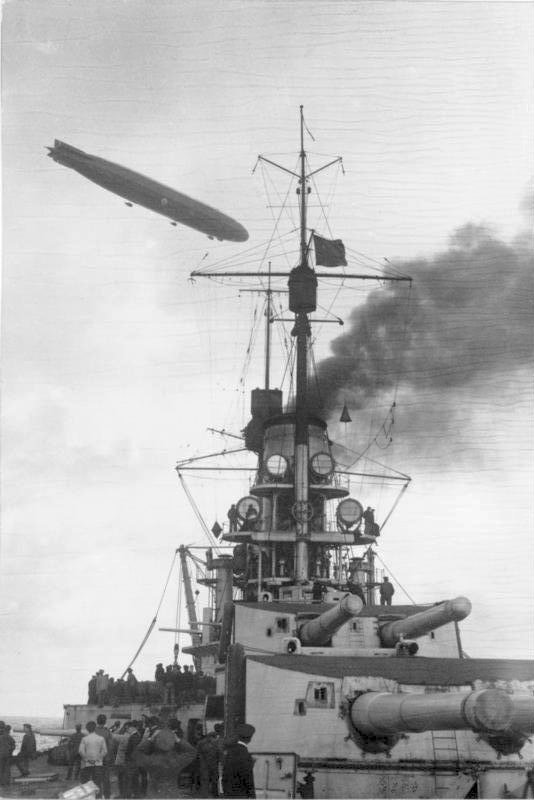
Deutsches Marineluftschiff über einem Linienschiff der Hochseeflotte, 1917

Die Zeppelin-Militärluftschiffe wurden zur Aufklärung und für Luftangriffe mit Bomben genutzt.
Ab den ersten Tagen des Krieges gingen zahlreiche deutsche Luftschiffe verloren, weil anfangs bei Tageslicht stark verteidigte Ziele an der Westfront angegriffen wurden. Nicht selten wurden die Luftschiffe durch Infanteriefeuer zu Boden gebracht, weil durch die von Kugeln durchsiebte Hülle zu viel Traggas verloren ging.
Am 6. August 1914 musste LZ 21/„Z VI“ nach dem ersten Angriff auf Lüttich – einem Nachtangriff – wegen starken Gasverlusts in Walberberg bei Bonn notlanden. Noch im selben Monat wurden zwei Zeppeline abgeschossen, und LZ 23/„Z VIII“ fiel vorübergehend in französische Hände.
Die Heeresluftschiffe konnten an der Ostfront sowie im Südosten am Schwarzen Meer und an der Adria ihre Stärken wie strategische Bombenangriffe und Aufklärung zur Geltung bringen. An der Westfront dagegen waren sie fast ausschließlich hinter der Front eingesetzt und bombardierten Versorgungswege und Nachschubeinrichtungen.
Nach ersten Angriffen im Bereich der englischen Ostküste erfolgten vom Mai 1915 bis Frühjahr 1917 Bombenangriffe durch Heer und Marine auf Ziele im Großraum London. Den Briten gelang es bald, die Zeppeline durch Überwachung ihres Funkverkehrs zu orten, sie hatten anfangs jedoch noch keine wirksamen Bekämpfungsmittel. Die Zeppeline konnten so bis 1916 ihren Einsatzradius in die britischen Midlands und nach Schottland hinauf ausdehnen, wodurch die dort lebende Bevölkerung zu großflächigen Verdunkelungen gezwungen wurde. Ab September 1916 bekamen die Briten die von den Zeppelinen ausgehende Bedrohung allerdings in den Griff. Diese konnten nun immer öfter durch ihren Funkverkehr geortet und/oder mit Scheinwerfern angeleuchtet werden und durch Jagdflugzeuge und/oder den Einsatz von Flak mit Brandmunition zerstört werden.
Die Oberste Heeresleitung (OHL) beziehungsweise der neue „Kommandierende General der Luftstreitkräfte“ (Kogenluft), Generalleutnant Ernst von Hoeppner, befahl im Frühjahr 1917 die Einstellung der Heeresluftschifffahrt. Die Marine verringerte die Zahl ihrer Angriffe auf etwa die Hälfte. Die Zahl der Aufklärungsmissionen blieb in etwa gleich.
An der Spitze deutscher Neuentwicklungen standen die Luftschiffe der 55.000 Kubikmeter fassenden R-Klasse. Mit diesen Luftschiffen wurde vorzugsweise die Marine ausgestattet. Dem Heer fehlten die dafür nötigen großen Luftschiffhallen, weswegen es weiterhin mit kleineren Schiffen der Q-Klasse ausgerüstet wurde. Eine Nachrüstung wäre wesentlich schwieriger und teurer gewesen als bei der Marine. Zur selben Zeit kamen die großen Flugzeuge (G-Flugzeuge) beziehungsweise die Riesen-Flugzeuge (R-Flugzeuge) auf. Bis zum März 1917 kam es quasi zu einer Parität der Abwurfmengen an Bomben bei gleichzeitiger Verringerung der Kosten, danach aber verloren die Zeppeline als Angriffsmittel gegenüber den Flugzeugen zunehmend an Bedeutung.
| Jahr | Angriffsfahrten | Aufklärungsfahrten |
| ---- | --------------- | ------------------ |
| 1914 | 0—              | 058                |
| 1915 | 038             | 350                |
| 1916 | 123             | 312                |
| 1917 | 052             | 338                |
| 1918 | 018             | 131                |

Die Marine behielt ihre Luftschiffe bis zuletzt im Einsatz. Über Nord- und Ostsee konnten die Zeppeline ihren Ausdauervorteil bei zahlreichen langen und teils sehr erfolgreichen Aufklärungsmissionen ausspielen. Sie leisteten insbesondere gute Dienste beim Aufspüren von feindlichen Minensperren und der Markierung von Minenfeldern mit abgeworfenen Bojen. Im Winter 1916 wurden Marineluftschiffe auch eingesetzt, um die durch Eis von der Außenwelt abgeschnittenen deutschen Inseln mit Lebensmitteln zu versorgen.
Angriffsfahrten, vor allem gegen England, wurden bereits seit Ende 1914 nur noch im Schutz der Dunkelheit durchgeführt. Darauf reagierten die Gegner mit Weiterentwicklung der Flugabwehr und dem Einsatz von Suchscheinwerfern. Luftangriffe hatte es bereits vor dem Ersten Weltkrieg gegeben (z. B. Tripolis 1911). Über den Einsatz von Bomben aus der Luft gab es überall starke Kontroversen. Auch zwischen dem deutschen Kaiser und der OHL gab es keine Einigkeit in der Frage. So wurden (soweit dies möglich und selektierbar war) nur militärische Ziele ins Visier genommen, die Treffsicherheit im Dunklen ließ jedoch zu wünschen übrig, da die Luftschiffe nur mit Koppelnavigation und Sextanten zur astronomischen Standortbestimmung arbeiteten.
Ab 1916 konnten neue Zeppeline in größeren Höhen operieren, wobei sie zum Teil auch unfreiwillig weit über 7000 Meter aufstiegen. Um gezielte Bombenabwürfe aus Wolken heraus zu erreichen, senkte man Beobachter in Spähkörben an Stahltrossen unter die Wolkenunterseite ab. Später ließ man diese Einrichtung wieder weg, da stattdessen eine größere Bombenlast oder mehr Ballastwasser oder Kraftstoff mitgeführt werden konnte.
Am 5. August 1918 wurde nach einem Bombenangriff LZ 112/„L 70“ auf Grund seines Funkverkehrs geortet und von einem Jagdflugzeug Airco D.H.4 abgeschossen. An Bord von L 70 befand sich auch der Kommandeur der Marineluftschiffabteilung, Korvettenkapitän Peter Strasser. Nach diesem Vorfall wurden die Marineluftschiffe nur noch in der Fernaufklärung für die Hochseeflotte eingesetzt.
Der Direktor des Stadtmuseums Köln, Mario Kramp, legte 2014 ein Buch vor, das sämtliche kriegsbedingten Vorfälle mit Zeppelinen in Köln während des Ersten Weltkriegs darstellt, darunter einen britischen Luftschiffangriff auf Köln im Oktober 1914.

#### Militärische Bilanz
Auf den Werften in Friedrichshafen, Staaken und Potsdam liefen über 100 Luftschiffe vom Stapel, davon während des Krieges 88 Zeppeline. Etwa 500 Luftschiffer verloren bei Abschüssen und Abstürzen ihr Leben.
Die Luftschiffer warfen bei 51 Angriffsfahrten auf England (meist im Geschwader) 197 Tonnen Bomben ab, töteten dabei 557 Menschen und verletzten 1.358. Daneben wurden rund 1.200 Aufklärungsfahrten unternommen. Zwei Drittel aller Kriegsluftschiffe gingen verloren, etwa je zur Hälfte durch Feindeinwirkung oder Unfälle. Gefallene aus abgeschossenen Luftschiffen sind auf der Deutschen Kriegsgräberstätte Cannock Chase beigesetzt. Die Verluste an Menschenleben betrugen beim Heer 11 % (79 Mann) und bei der Marine 26,3 % (389 Mann).
Je nachdem, welcher Aspekt betrachtet wird, erfährt die Einsatzwirkung der Kriegsluftschiffe in der Literatur eine durchaus unterschiedliche Beurteilung. Zwar richteten die Zeppelinangriffe nur vergleichsweise geringen Schaden an, sie verbreiteten jedoch beim Gegner in Militär und Zivilbevölkerung überproportional Angst und Schrecken und banden große Mengen an kriegswichtigen Ressourcen. Die Entente cordiale musste zur Bekämpfung der deutschen Militärluftschifffahrt mit ihren rund 15.000 Mann und durchschnittlich etwa 25 Luftschiffen Waffen, Material und Personen im Verhältnis von fast 1:33 abstellen. Obwohl sich auch andere Waffengattungen, etwa die Seestreitkräfte, solche Bindungsstrategien zu eigen machten, blieb die Effizienz der Luftschiffe hier unerreicht, selbst von den deutschen U-Booten. Dennoch konnten durch die Zeppelinangriffe weder die Kriegsmoral der Angegriffenen dauerhaft erschüttert noch deren Kriegsanstrengungen ernsthaft behindert werden. Vielmehr trug der Einsatz der Zeppeline dazu bei, den Eindruck der Öffentlichkeit in den Staaten der Entente zu verfestigen, dass die Deutschen zu unerlaubten Kriegsmitteln griffen. Nicht zuletzt aber relativieren sich die Zerstörungserfolge der Zeppeline dann beträchtlich, wenn man auch die Kosten, die der Bau, die zur Aufrechterhaltung dieser Kriegswaffe notwendige Infrastruktur und die durch Abschüsse und Unfälle verursachten Verluste in eine Bilanz über die Effektivität einbezieht.
Dennoch waren die Kriegszeppeline bei Kriegsende immer noch Spitzentechnologie der Luftfahrt. Insofern wäre es verkürzt, zu sagen, der Fortschritt habe sie einfach „überholt“. Vielmehr forderten die militärischen, taktischen wie auch strategischen Vorgaben und vor allem praktische Zwänge ihren Tribut.

#### Technologische Bilanz
Die große Produktionsmenge und die steigenden Anforderungen des Kriegseinsatzes führten zu einer deutlichen Weiterentwicklung der Zeppeline. Gegen Kriegsende produzierte die Zeppelingesellschaft in Friedrichshafen und an verschiedenen weiteren Standorten Luftschiffe von rund 200 m Länge und mehr. Mit Volumina von typischerweise 56.000 bis 69.000 Kubikmetern konnten sie 40 bis 50 Tonnen Nutzlast aufnehmen und durch fünf bzw. sechs Maybach-Motoren zu je rund 191 kW (260 PS) Geschwindigkeiten von 100 bis zu 130 km/h erreichen.
Die zeitlich längste Dauerfahrt legte LZ 90/„LZ 120“ unter Kapitän Ernst A. Lehmann vom 26. bis 31. Juli 1917 zurück. Die Fahrt dauerte 101 Stunden, und nach der Landung hatte LZ 90 noch Benzin für weitere 33 Stunden Fahrt an Bord. Diese Dauerfahrt über der Ostsee wird teilweise als Probefahrt für die Afrikafahrt des L 59 angesehen.
Einen Höhenrekord von 7600 m stellte LZ 101/„L 55“ am 20. Oktober 1917 auf, um feindlichem Feuer über der Westfront zu entgehen.
LZ 104/„L 59“, das sogenannte „Afrikaluftschiff“, stellte einen Streckenrekord auf. Am 21. November 1917 startete das deutsche Luftschiff L 59 von Jambol (Bulgarien) aus in Richtung Ostafrika. Der Kommandant des Luftschiffes, Kapitänleutnant Bockholdt, hatte Munition, Gewehre und Sanitätsmaterial geladen. Das Luftschiff sollte nach Erreichen seines Ziels abgerüstet und das Material für Zelte und andere Ausrüstung verwendet werden. Nach einem Funkspruch kehrte der Kommandant auf halber Strecke wieder um (siehe auch Deutsch-Ostafrika). Es legte in 95 Stunden 6757 km zurück.

#### Das Ende der Kriegsluftschiffe
Die deutsche Niederlage im Ersten Weltkrieg bedeutete zugleich das Ende der deutschen Kriegsluftschifffahrt, denn die siegreichen Alliierten verlangten eine vollständige Entwaffnung der deutschen Luftstreitkräfte. Der Vertrag von Versailles nannte dabei die Luftschiffe ausdrücklich und forderte in Artikel 202 die Auslieferung aller verbliebenen Luftschiffe, Luftschiffhallen und der deutschen Fabrik, in der das Traggas hergestellt worden war, im Rahmen der Reparationsleistungen.
Eine Woche vor Vertragsunterzeichnung, am 23. Juni 1919, zerstörten viele Kriegsluftschiffer ihre Zeppeline in deren Hallen, um sie nicht an die ehemaligen Gegner abgeben zu müssen. Sie folgten damit dem Beispiel der deutschen Hochseeflotte, die sich zwei Tage zuvor in Scapa Flow selbst versenkt hatte. Die übrigen Zeppeline wurden 1920 nach Frankreich, Italien, England und Belgien überführt.

### Zeppeline nach dem Ersten Weltkrieg

#### Erste Schritte mit LZ 120 und LZ 121
Graf von Zeppelin war 1917, noch vor Ende des Krieges, verstorben. Mit Hugo Eckener hatte dann ein Mann die Führung des Unternehmens übernommen, der, anders als der Graf, schon lange eher die friedliche als die militärische Nutzung der Luftschiffe im Auge gehabt hatte.
Während der Vertrag von Versailles mit der „Schütte-Lanz Luftschiffgesellschaft“, die ausschließlich militärische Starrluftschiffe gefertigt hatte, den einzigen ernstzunehmenden Konkurrenten aus dem Rennen geworfen hatte, hofften die Zeppelingesellschaft und die DELAG, rasch ihre Passagierfahrten wieder aufnehmen zu können.
In der Tat gelang es, wenn auch unter Schwierigkeiten, zwei kleinere Zeppeline fertigzustellen. LZ 120 „Bodensee“ stieg im August 1919 erstmals auf. Das 120,8 m lange und mit 132,5 km/h Höchstgeschwindigkeit bis dahin schnellste Luftschiff (und überhaupt eines der schnellsten Luftschiffe in der Geschichte) wurde von vier Maybach-Reihen-Sechszylinder-Motoren mit je 177 kW (241 PS) angetrieben und beförderte noch im selben Jahr tatsächlich fast 2400 Fahrgäste, die meisten davon im Liniendienst zwischen Friedrichshafen am Bodensee und Berlin. Im folgenden Winter wurde es um 10 m verlängert. Das Schwesterschiff LZ 121 „Nordstern“ sollte vor allem für einen geplanten Liniendienst nach Stockholm eingesetzt werden.
Dazu kam es jedoch nicht mehr. Der Betrieb der beiden Luftschiffe wurde Ende 1919 zuerst untersagt. 1921 verlangten die Siegermächte die Auslieferung auch dieser beiden Luftschiffe, und zwar als Ersatz für jene Marinezeppeline, die 1919 von ihren Mannschaften zerstört worden waren. LZ 120 ging als Esperia an Italien; LZ 121 als Méditerranée an Frankreich. Beide Schiffe wurden dort noch mehrere Jahre genutzt, bevor sie abgerüstet wurden. Weitere Projekte konnten zunächst nicht verwirklicht werden, teils auf ausdrückliches Verbot der Alliierten hin. So kam die deutsche Zeppelin-Luftschifffahrt vorübergehend zum Stillstand. Eckener und seine Mitarbeiter gaben jedoch nicht auf und suchten weiter nach Investoren sowie nach einem Weg, die Restriktionen der Alliierten zu umgehen.

#### LZ 126 – Der Auftrag aus Amerika
Bereits in den 1920ern hatten die USA begonnen, mit Starrluftschiffen zu experimentieren. Mit ZR-1 „USS Shenandoah“ hatten sie nach Vorbild des 1917 erbeuteten deutschen Marineluftschiffs LZ 96 „L 49“ selbst eines konstruiert und ein weiteres in England bestellt. Doch zur Auslieferung des als ZR-2 vorgesehenen britischen R38 war es nicht gekommen: Das Luftschiff war bei einer Testfahrt in England auseinandergebrochen und hatte 44 Menschen in den Tod gerissen. Auch die USS Shenandoah war bei einem Unfall zerstört worden.

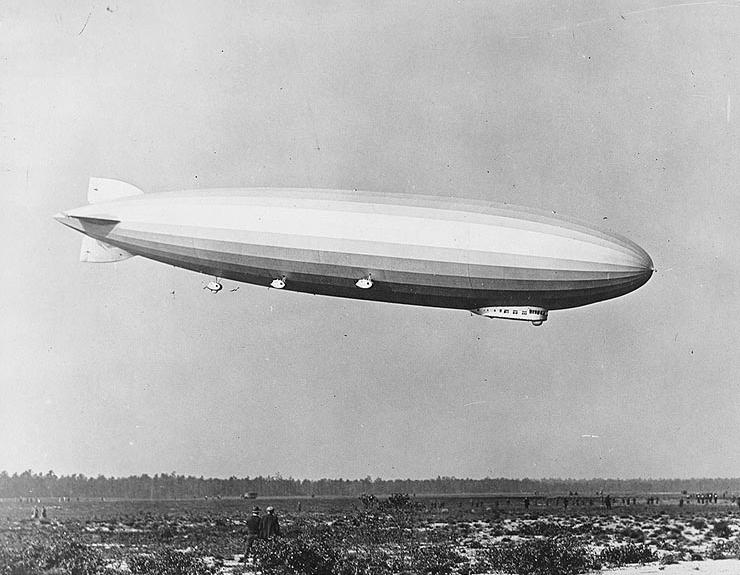
LZ 126 vor der Landung in Lakehurst

Vor diesem Hintergrund gelang es Eckener, den Auftrag für das dritte amerikanische Starrluftschiff nach Friedrichshafen zu holen. Die Kosten für den Bau musste freilich Deutschland selbst tragen, denn sie wurden mit den Reparationskosten verrechnet. Für die Zeppelingesellschaft war dies jedoch nebensächlich, und so entwarf Dürr LZ 126, das sogenannte Amerikaluftschiff.
Die Firma brachte all ihre jahrelange Erfahrung in das Projekt ein und stellte so schließlich ihren bis dahin besten Zeppelin fertig. Die erste Testfahrt erfolgte am 27. August 1924. LZ 126 war 200 m lang, hatte ein Volumen von rund 70.000 m³ und wurde von fünf Maybach-Benzinmotoren mit je 294 kW (400 PS) angetrieben.
Eckener, der großes Vertrauen in das neue Schiff setzte, überführte es am 12. Oktober persönlich von Friedrichshafen nach Lakehurst bei New York. Die 81 Stunden dauernde Reise über den Atlantik verlief ohne Zwischenfälle. In den Staaten wurden die Ankömmlinge von begeisterten Menschenmengen gefeiert, und Präsident Calvin Coolidge lud Eckener und seine Mannschaft ins Weiße Haus ein, wo er den neuen Zeppelin als einen „Friedensengel“ bezeichnete.
Unter seiner neuen Bezeichnung ZR-3 „USS Los Angeles“ wurde LZ 126 das erfolgreichste amerikanische Starrluftschiff. Der Zeppelin versah fast acht Jahre lang, länger als alle anderen US-Starrluftschiffe, zuverlässig seinen Dienst, ehe er 1932 aus wirtschaftlichen Gründen außer Dienst gestellt und ab Oktober 1939 verschrottet wurde. Alle anderen der insgesamt fünf US-Starrluftschiffe dieser Zeit wurden durch Unfälle zerstört.

#### Die Blütezeit der Zeppelin-Luftfahrt – LZ 127
Mit der Lieferung von LZ 126 hatte sich die Luftschiffbau Zeppelin GmbH zwar als technologischer Marktführer auf ihrem Gebiet zurückgemeldet, war jedoch noch längst nicht wieder sicher im Geschäft. Eckener und seine Mitarbeiter mussten in der nach dem Krieg schwierigen wirtschaftlichen Lage in Deutschland zunächst zwei Jahre lang die Werbetrommel, nicht zuletzt mit dem erfolgreichen Bau vom LZ 126, rühren, um das nötige Kapital für das nächste Projekt aufzutreiben. Zudem war mit den Verträgen von Locarno der Luftschiffbau in Deutschland wieder möglich geworden.

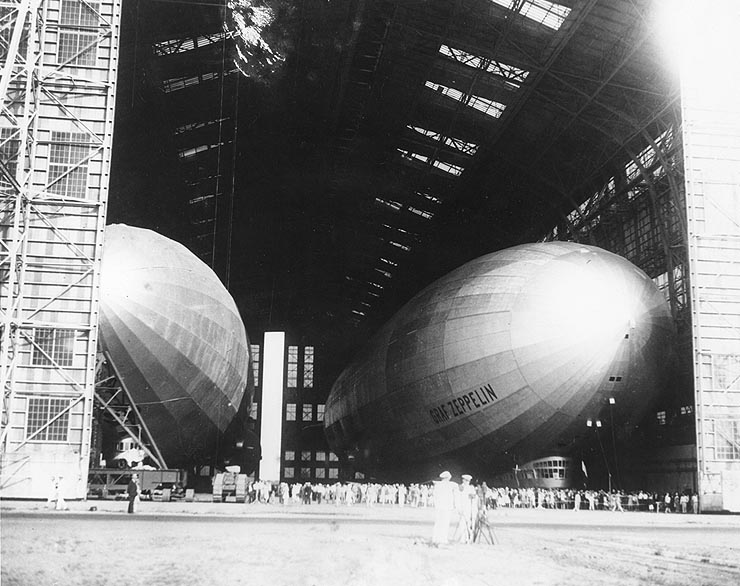
LZ 126 (links) und LZ 127 im Hangar von Lakehurst

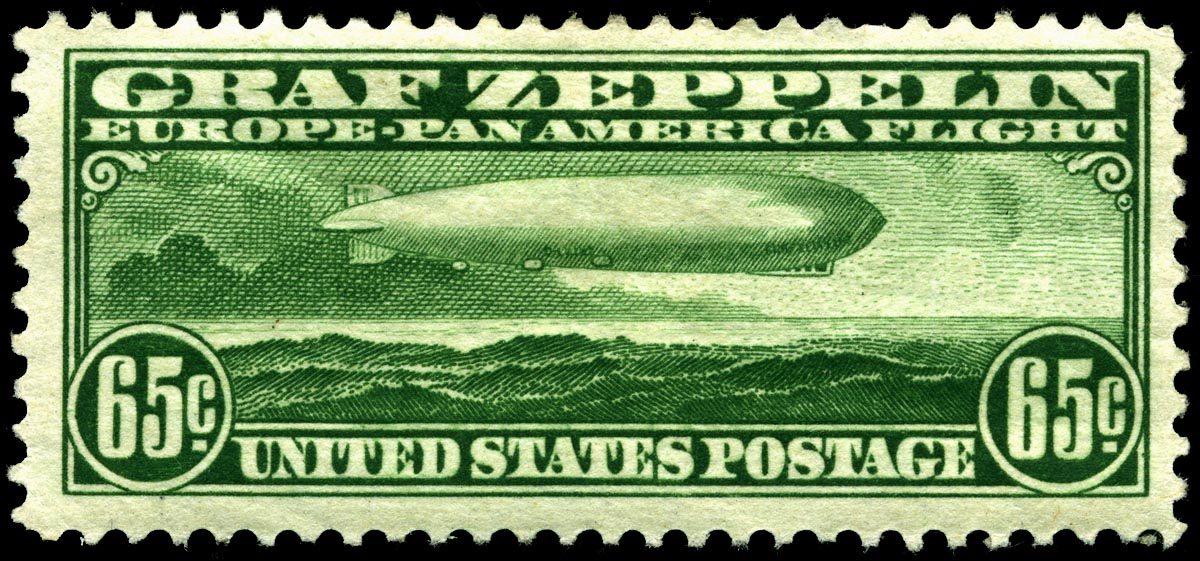
Briefmarke, die die „Graf Zeppelin“ zeigt

Zwei weitere Jahre später, am 18. September 1928, stieg LZ 127 „Graf Zeppelin“ zum ersten Mal auf. Mit diesem Schiff, das zum erfolgreichsten Luftschiff überhaupt wurde, begann die Hochzeit der Zeppelin-Luftfahrt.
Die Motoren des Luftschiffs mit einer Länge von 236,6 m und einem Traggasvolumen von bis zu 105.000 m³ konnten sowohl mit Benzin, als auch mit Gas angetrieben werden. Das Gas verbrannte auftriebsneutral und erleichterte so den Auftriebsausgleich. Eckener nutzte das neue Schiff zunächst zu spektakulären Demonstrationsfahrten, unter anderem nach Amerika, wo er im Oktober 1928 erneut begeistert empfangen wurde. Im März 1929 folgte die Orientfahrt, im April 1929 die Reise ins westliche Mittelmeer. Im August 1929 umfuhr die „Graf Zeppelin“, gesponsert unter anderem vom amerikanischen Medienmagnaten William Randolph Hearst, als erstes und bis heute einziges Luftschiff die Erde. Die Fahrten über längere Strecken wurden immer wieder durch Witterungsturbulenzen gestört. In den Jahren 1929 bis 1934 wurden achtstündige Zeppelinfahrten in die Schweiz unternommen. 1931 unternahm er eine deutsch-russische Arktisfahrt, die von dem Multimillionär Lincoln Ellsworth, der russischen Regierung sowie 50.000 Sendungen Sammlerpost finanziert wurde, und mit der er einen 20 Jahre alten Traum des verstorbenen Grafen realisierte.
Ab 1930 wurde ein transatlantischer Liniendienst eingerichtet. Obwohl sich die Weltwirtschaftskrise allmählich bemerkbar machte und mit der Zeit Konkurrenz durch Flugzeuge aufkam, beförderte LZ 127 von nun an bis 1936 jährlich steigende Zahlen von Fahrgästen zwischen Europa und Nord- und Südamerika.
Eckener plante, das erfolgreiche Luftschiff durch einen Zeppelin ähnlicher Bauart zu entlasten. Doch der tragische und verlustreiche Unfall des britischen Passagierluftschiffs R101 am 5. Oktober 1930 veranlasste die Zeppelingesellschaft, die Sicherheit von wasserstoffgefüllten Luftschiffen neu zu überdenken. Die USA verfügten mittlerweile über das unbrennbare Edelgas Helium und nutzten es als Traggas für ihre Luftschiffe. Da die Zeppelingesellschaft mittlerweile gute Beziehungen in die Vereinigten Staaten unterhielt – sie war im Rahmen eines Joint-Ventures mit der Goodyear Tire & Rubber Company, der Goodyear-Zeppelin Corporation, am Bau der US-Starrluftschiffe USS Akron und USS Macon beteiligt – wurde beschlossen, das Projekt LZ 128 zu den Akten zu legen und einen völlig neuen Zeppelin zu entwerfen, der für die Füllung mit Helium geeignet war.
Im Januar 1932 begann der Bau von LZ 129.

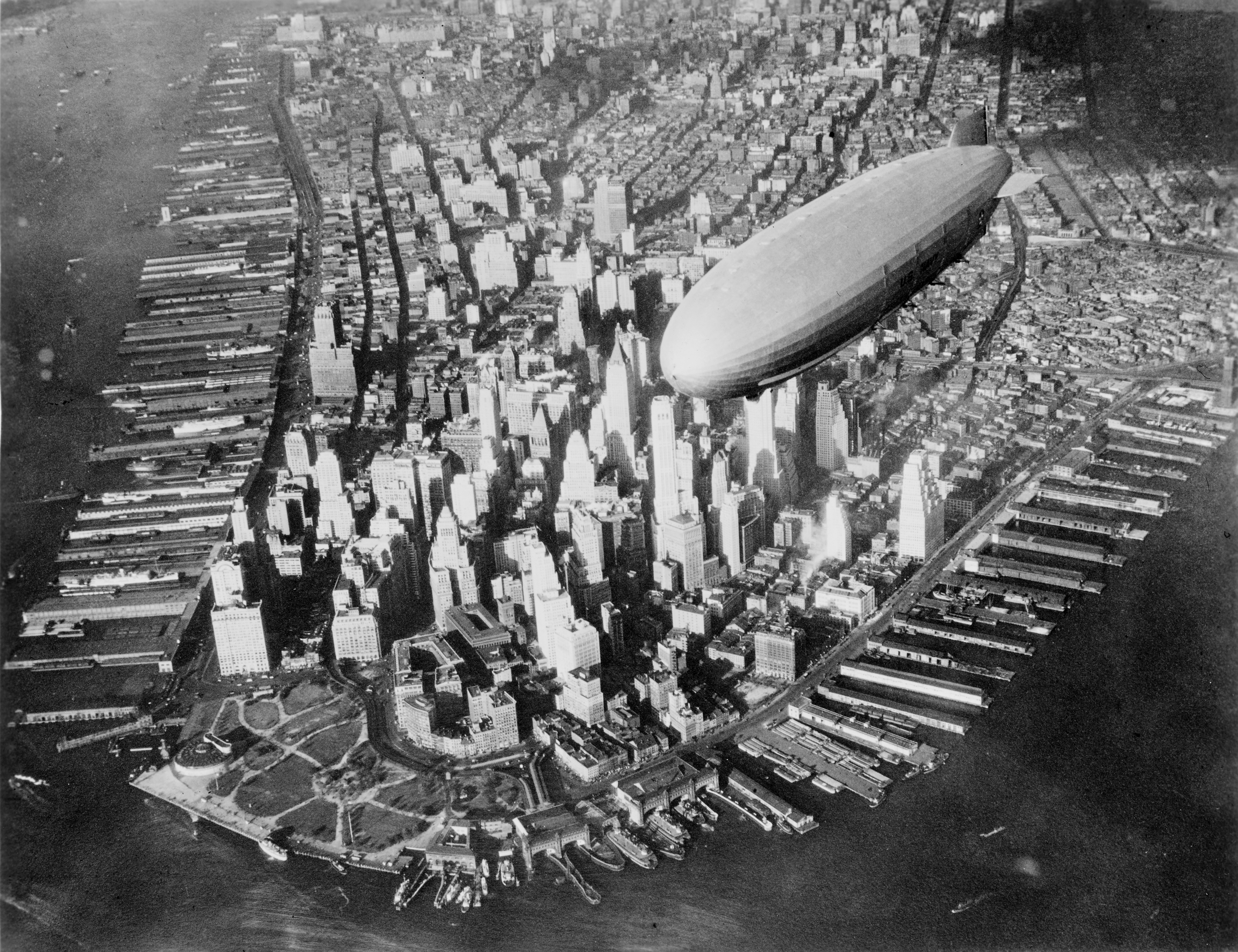
USS Akron (ZRS-4) über Manhattan (1931–1933)

### Nationalsozialistische Zeit
Ab 1933 begann der Nationalsozialismus die Zeppelin-Luftfahrt zu überschatten. Für Eckeners Vision vom völkerverbindenden Weltluftschiffverkehr hatten die Nationalsozialisten wenig übrig, und da sie wussten, dass die Giganten der Lüfte längst nicht mehr für den Kriegseinsatz zu gebrauchen waren, verlegten sie sich eher auf die Weiterentwicklung der Flugzeugtechnik.
Andererseits waren sie sehr daran interessiert, die große Popularität der Luftschiffe für Propagandazwecke auszunutzen. Da Eckener dabei nicht kooperieren wollte, gründete Reichsluftfahrtminister Hermann Göring 1935 die staatliche Deutsche Zeppelin-Reederei (DZR), welche den Betrieb der Luftschiffe übernahm. Von nun an zierte das Hakenkreuz unübersehbar die Heckflossen der Zeppeline, und von Zeit zu Zeit wurden Propagandafahrten unternommen, bei denen das Volk aus der Luft mit Marschmusik und Naziparolen beschallt wurde.

#### LZ 129

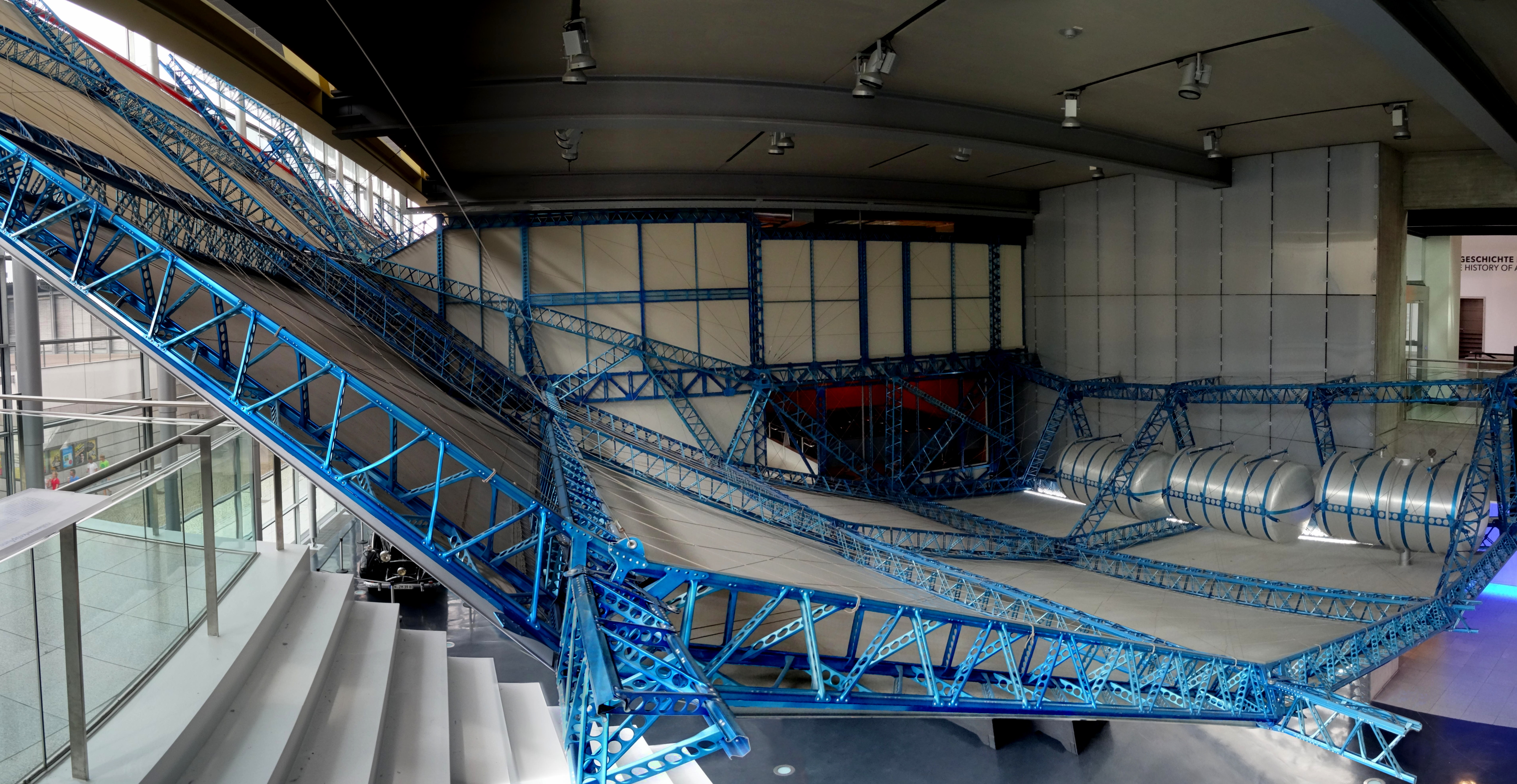
Das Gerippe der „Hindenburg“-Rekonstruktion

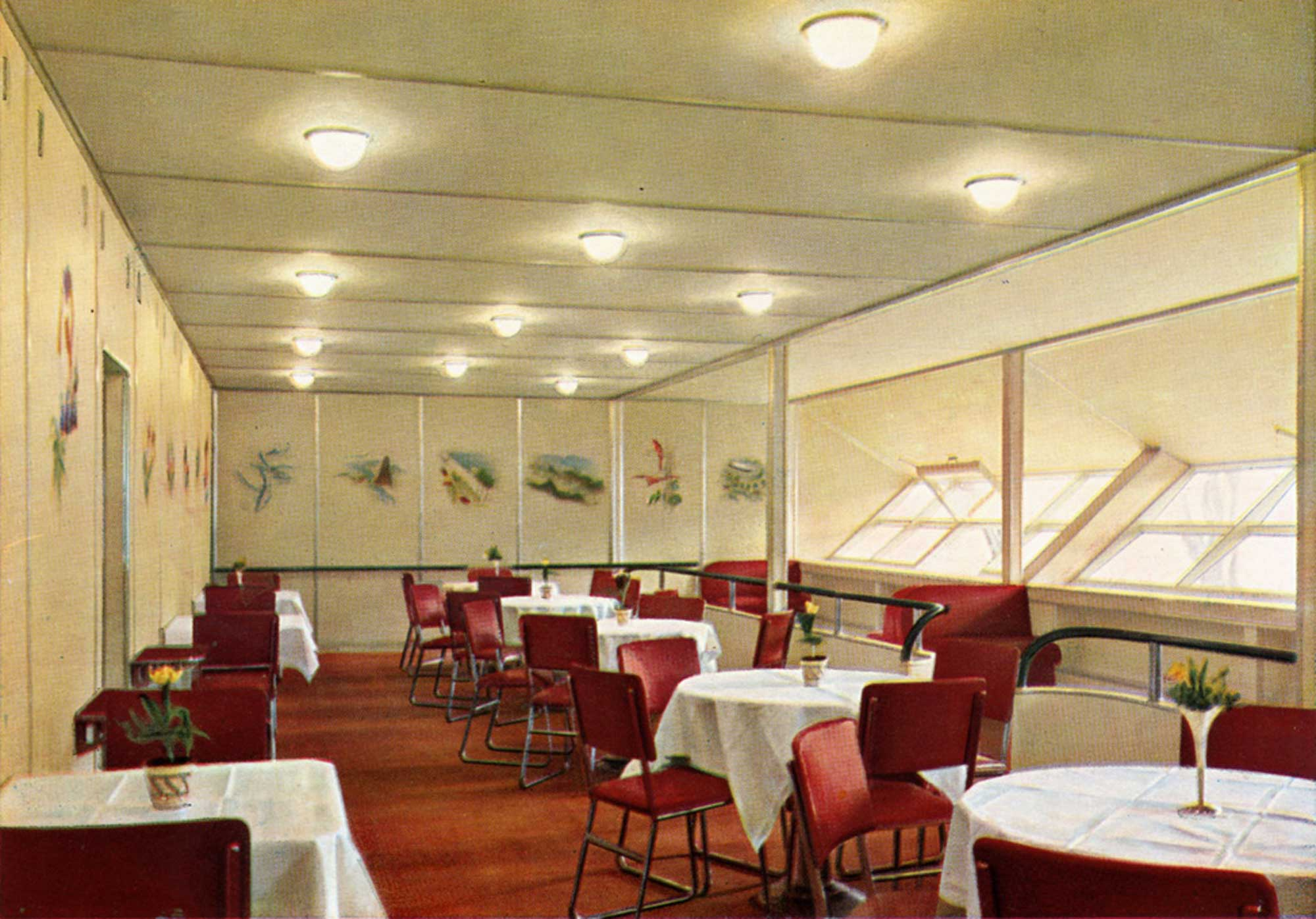
„Hindenburg“, Speisesaal

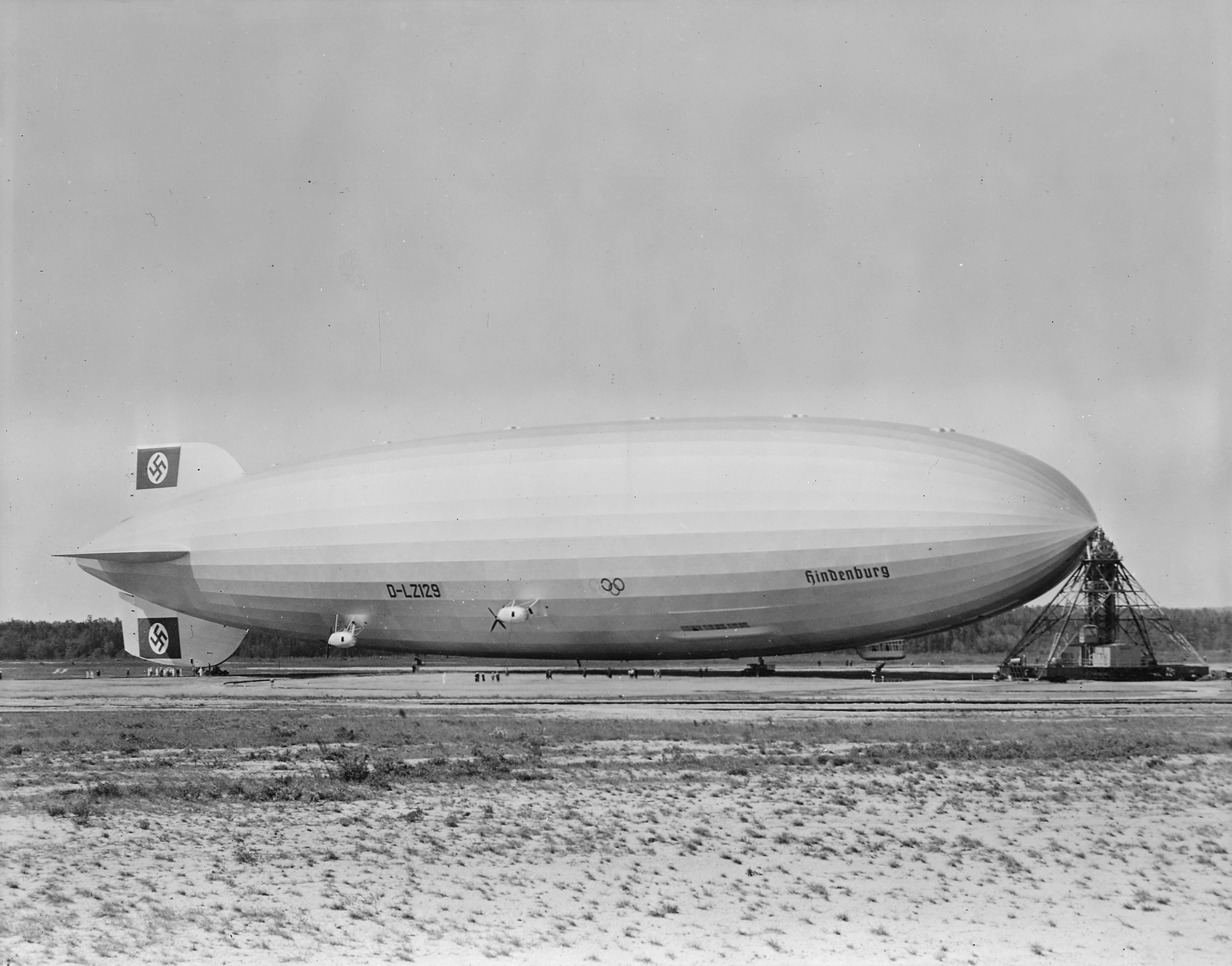
LZ 129 in Lakehurst

Am 4. März 1936 wurde der neue Zeppelin LZ 129 „Hindenburg“ (benannt nach dem früheren Reichspräsidenten Paul von Hindenburg) fertiggestellt und unternahm seine erste Testfahrt. Zuvor war spekuliert worden, dass LZ 129 den Namen „Hitler“ oder „Deutschland“ erhalten würde, doch Hitler legte Wert darauf, dass nichts seinen Namen trug, was Gefahr laufen konnte, in einem Unfall oder einer Katastrophe zerstört zu werden, und so als unheilvolles Omen gelten könnte. Neben den Propagandafahrten begann die „Hindenburg“ wenig später, LZ 127 auf den Transatlantiklinien zu unterstützen.
In der neuen politischen Situation war es Eckener nicht gelungen, das Helium für die Füllung zu bekommen, weil die USA mittlerweile ein Embargo verhängt hatten. Da allein die USA Helium in nennenswerten Mengen aus Erdgas gewinnen konnten, wurde die „Hindenburg“ nach reiflicher Überlegung doch wieder wie ihre Vorgänger mit Wasserstoff gefüllt, nicht zuletzt auch aus wirtschaftlichen Gründen. Abgesehen vom wesentlich geringeren Beschaffungspreis des Gases stieg die Passagierkapazität von 50 (Helium) auf 72 (Wasserstoff) Personen. Der Antrieb erfolgte erstmals bei einem Zeppelin über Dieselmotoren.

#### Das Ende von LZ 129
Am 6. Mai 1937 fing bei der Landung in Lakehurst das Heck von LZ 129 Feuer, und innerhalb von Sekunden ging das größte Luftschiff der Welt in Flammen auf. Die genaue Ursache der Hindenburg-Katastrophe blieb zunächst ungeklärt. Obgleich oft über einen möglichen Sabotageakt (von nationalsozialistischer Seite oder auch von ihren Gegnern) spekuliert wurde, unterstützen alte und neuere Erkenntnisse klar ein Unfallszenario, nach dem der neuartige Lack des Zeppelins eine fatale Rolle spielte. Danach fing die Hülle aufgrund elektrostatischer Entladung Feuer, so dass sich schließlich auch der Wasserstoff entzündete.
Hugo Eckeners Theorie über die Hindenburg-Katastrophe geht davon aus, dass das zu scharfe Wendemanöver einen Spanndraht innerhalb des Zeppelins reißen ließ, der eine Wasserstoffzelle beschädigte. Der nach oben am Heck des Luftschiffes ausströmende Wasserstoff entzündete sich durch statische Elektrizität, verursacht durch eine zweite Gewitterfront über Lakehurst, und das Herunterlassen der Seile zur Bodenmannschaft, wodurch der Zeppelin geerdet wurde.
Eine ähnliche Theorie besagt, dass der nach oben ausströmende Wasserstoff nicht durch statische Elektrizität, wohl aber durch Funken von einem Stromkabel eines Motors entzündet wurde.
So oder so leitete die Katastrophe von Lakehurst das Ende der deutschen Luftschifffahrt ein. Das Vertrauen in ihre Sicherheit war nachhaltig zerstört, und weitere Personenbeförderung in wasserstoffgefüllten Zeppelinen war von nun an indiskutabel. LZ 127 „Graf Zeppelin“ wurde einen Monat nach dem Unfall außer Dienst gestellt und diente fortan als Museum.

#### Nur noch Testfahrten mit LZ 130
Hugo Eckener versuchte weiter, für das im September 1938 in Dienst gestellte Schwesterschiff der „Hindenburg“, LZ 130 „Graf Zeppelin“, Helium aus den USA aufzutreiben, jedoch vergeblich. Das als neues Flaggschiff der Zeppeline vorgesehene Luftschiff wurde 1938 fertiggestellt und unternahm, wiederum mit Wasserstoff gefüllt, einige Werkstatt- und Testfahrten, beförderte jedoch nie Fahrgäste. Ein weiteres Projekt, das selbst die „Hindenburg“ und die „Graf Zeppelin II“ an Größe übertreffen sollte, LZ 131, kam nie über die Fertigung einiger Geripperinge hinaus, ein zugehöriges Schwesterschiff LZ 132 verblieb in der Konzeptionsphase. Für die Schiffe war eigens die Werfthalle in Friedrichshafen verlängert worden und 1938 auf dem Frankfurter Luftschiffhafen eine zweite Halle gebaut.

#### Abwrackung im Zweiten Weltkrieg und 1950er Jahre
Das endgültige Ende kam mit dem Ausbruch des Zweiten Weltkrieges, der die Fahrten von LZ 130 beendete. Am 29. Februar 1940 ordnete Göring die Sprengung der Luftschiffhallen und die Abwrackung der beiden verbliebenen Luftschiffe LZ 127 und LZ 130 an. Vom geplanten Luftschiff LZ 131 existierten damals in der Friedrichshafener Werft bereits einige Gerippeteile. Die Aluminiumteile wurden der Kriegsindustrie zur Verwertung zugeführt. Die Sprengung der Luftschiffhallen in Frankfurt durch eine Pioniereinheit der Wehrmacht erfolgte am 6. Mai 1940.
Den Grund für diesen scharfen Schnitt sahen viele Luftschiffer weniger in sachlichen Notwendigkeiten als vielmehr in der nationalsozialistischen Ideologie. Eckener selbst schrieb dazu in seiner Autobiografie:

„Das alles geschah ohne zwingende Notwendigkeit, mit solcher Hast und Zerstörungslust, ohne Rücksicht auf den Wert des dabei vernichteten Materials und Gutes, daß darin nicht allein eine völlige Gleichgültigkeit, sondern eine offenbare verächtliche Abneigung gegen den Zeppelin zutage trat, wie sie Göring auch offen bei der entscheidenden Beschlussfassung zum Ausdruck brachte. Hier wurde eine klare Entscheidung vollzogen, und ich war bei allem Bedauern über die Unvernunft der Sprengung einer wertvollen Konstruktion, wie die Halle es war, nicht einmal unzufrieden damit, denn in der Tat: Die Gedankenwelt um die Zeppelin-Idee des alten Grafen und jene um die Idee Hitlers waren in ihrem innersten Kern unverträglich miteinander.“

In den 1950er Jahren war LZ 131 Grundlage einer Studie über eine Neuauflage des Luftschiffkonzeptes. Das als LZ 132 bezeichnete Projekt wurde jedoch niemals verwirklicht.

### Der neue Zeppelin NT zur Jahrtausendwende
Nach LZ 130 wurde es ruhig um die Zeppelin-Luftschiffe. Die Zeppelinwerke betätigten sich vor allem auf anderen Feldern des Maschinenbaus.

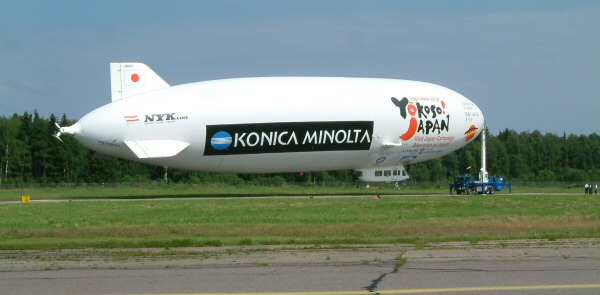
Ein Zeppelin NT wurde nach Japan verkauft

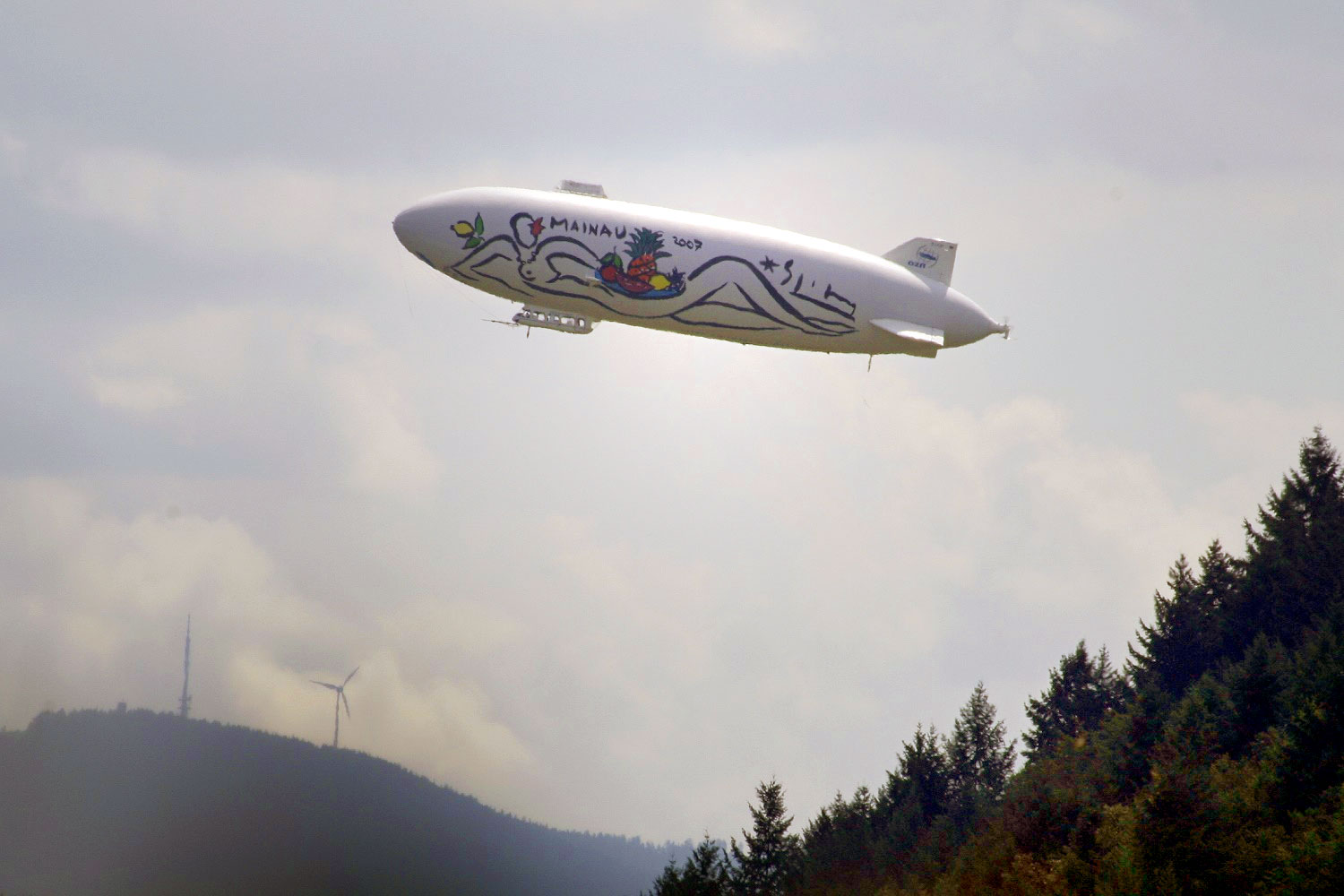
Messflug über dem Kinzigtal auf dem von Stefan Szczesny gestalteten Zeppelin NT

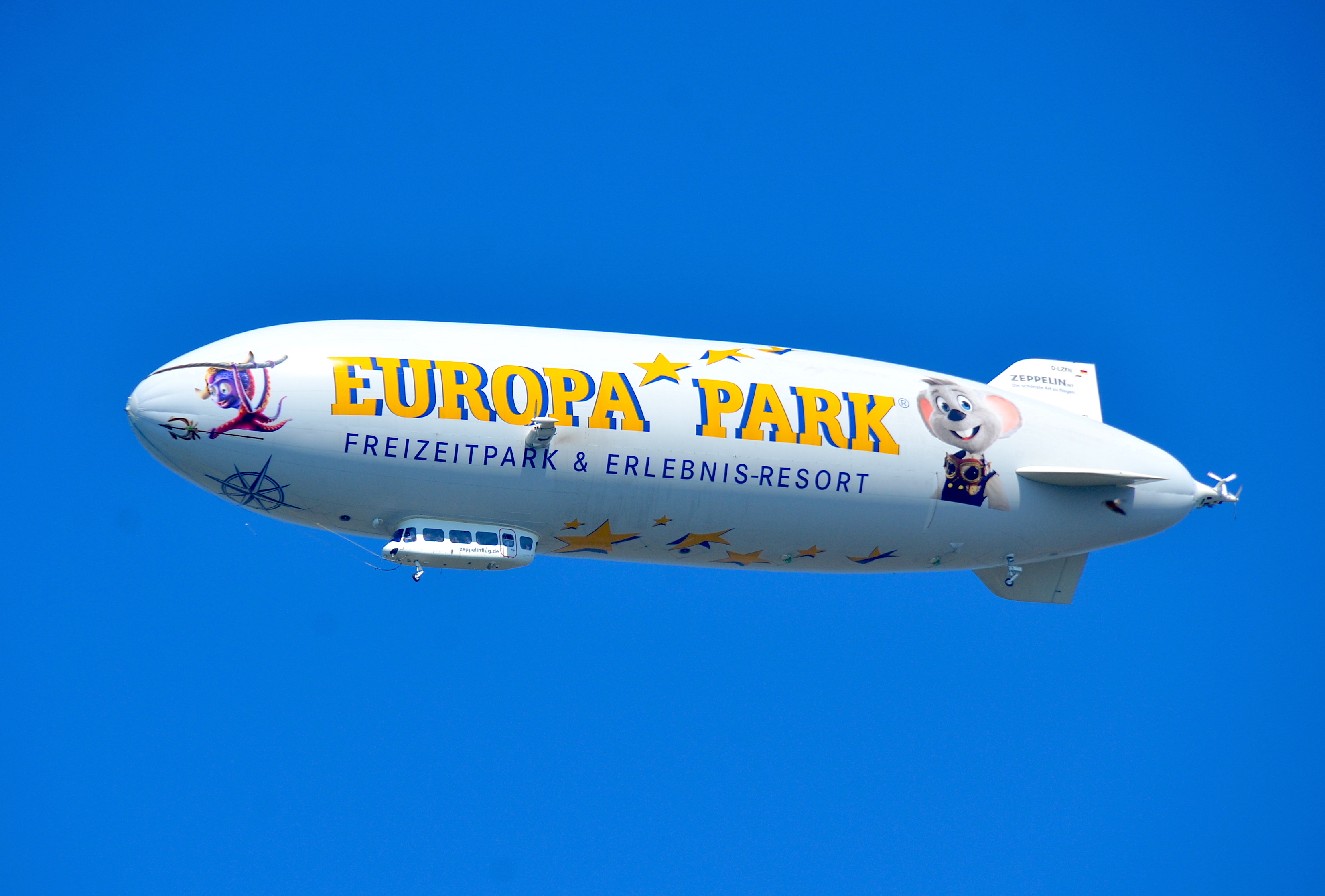
Der Zeppelin NT N07 (D-LZFN), Friedrichshafen

Im September 1993 wurde die Zeppelin Luftschifftechnik GmbH (ZLT) in Friedrichshafen als Tochterfirma des Zeppelin-Konzerns mit bescheideneren Zielen gegründet und stieg wieder in das Luftschiffgeschäft ein. Sie sieht sich als Nachfolgerin der ursprünglichen Zeppelingesellschaften.
Der Zeppelin NT stieg im September 1997 zum ersten Mal auf. Bereits zu Beginn der 1990er Jahre waren dafür die ersten Studien angefertigt worden. Obgleich die „Zeppeline neuer Technologie“ größer sind als übliche Prallluftschiffe, sind sie mit 75 m Länge und einem Hüllenvolumen von 8.225 m³ um den Faktor 10 bis 20 kleiner als die riesigen Vorgänger mit bis zu 200.000 m³. Eigentlich sind sie auch keine Zeppeline im klassischen Sinn, sondern hochmoderne halbstarre Luftschiffe. Ihr Hauptvorzug gegenüber Prallluftschiffen liegt neben der höheren Nutzlast in den ausgezeichneten Flugeigenschaften.
Als Betreiber dient die 2001 gegründete Deutsche Zeppelin-Reederei GmbH, die sich als Nachfolger der alten DZR von 1935 und in der Tradition der DELAG sieht.
Als erstes Produkt wurde der Zeppelin NT (Neue Technologie), Typ LZ N07, realisiert. Von ihm wurden bisher (2013) neben dem Prototyp vier Serienmodelle gebaut. Sie bieten in der Gondel zwölf Fluggästen Platz, sowie dem Personal, und werden erfolgreich für Rund-, Forschungsflüge und ähnliche Zwecke eingesetzt. Die Reisegeschwindigkeit beträgt 70 km/h, die übliche Flughöhe 300 Meter, die Füllung besteht aus Helium. Der Ballon ist 75 Meter lang, das entspricht einem Airbus A380, das Eigengewicht beträgt acht Tonnen.
- Der Prototyp des Zeppelin NT, der seit 2005 vom südafrikanischen Konzern De Beers für geologische Untersuchungen eingesetzt worden war, wurde am 20. September 2007 in Botswana durch eine Windhose am Ankermast zerstört.[22]
- Das erste Serienmodell wurde am 2. März 2004 nach Japan verkauft.
- Ein Zeppelin NT ist in Friedrichshafen stationiert und fliegt in der Bodensee-Region.
- Ein weiterer wird in der Île-de-France seit Mitte 2013 touristisch auf vier Routen (Vexin, Schloss Chantilly, die Seine abwärts von Paris (Seine-Schleifen) und Versailles) kommerziell genutzt.
- Der vierte Zeppelin absolvierte am 21. Mai 2008 seinen Jungfernflug und flog ab Oktober 2008 für Airship Ventures in den USA. Airship Ventures stellte den Betrieb 2012 ein, der Zeppelin wurde zerlegt.

Seit dem Frühjahr 2005 entwickelt die ZLT auch einen leicht vergrößerten Typ des vorhandenen Modells.

## Zeppeline und die Entwicklung der Luftschifffahrt

### Bis 1945
Bei den Luftschiffen vor dem Ersten Weltkrieg handelte es sich zumeist um experimentelle Konstruktionen, die eher Forschungszwecken dienten und nur kurzzeitig in Betrieb waren. Vereinzelt wurden sie bereits zum Lastentransport oder für touristische Zwecke eingesetzt. Als aufklärende und bombentragende Militärluftfahrzeuge erhielten sie im Ersten Weltkrieg Relevanz.
Ab den 1920er Jahren wurden Luftschiffe für transatlantische Langstreckenfahrten eingesetzt. Sie boten für die Passagiere eine deutlich verkürzte Reisezeit. Das Ende des Zeitalters der Langstreckenfahrten mit Luftschiffen begann 1937 mit der Katastrophe des Zeppelins LZ 129 „Hindenburg“ in Lakehurst. Einer der Hauptgründe für die Katastrophe war die Füllung der deutschen Zeppeline mit Wasserstoff statt mit Helium. Helium fiel als kriegswichtiger Rohstoff unter das damals gegen das nationalsozialistische Deutschlands verhängte US-Embargo. Mit dem Zweiten Weltkrieg fand der zivile Luftschiffverkehr sein Ende.

### Nach 1945

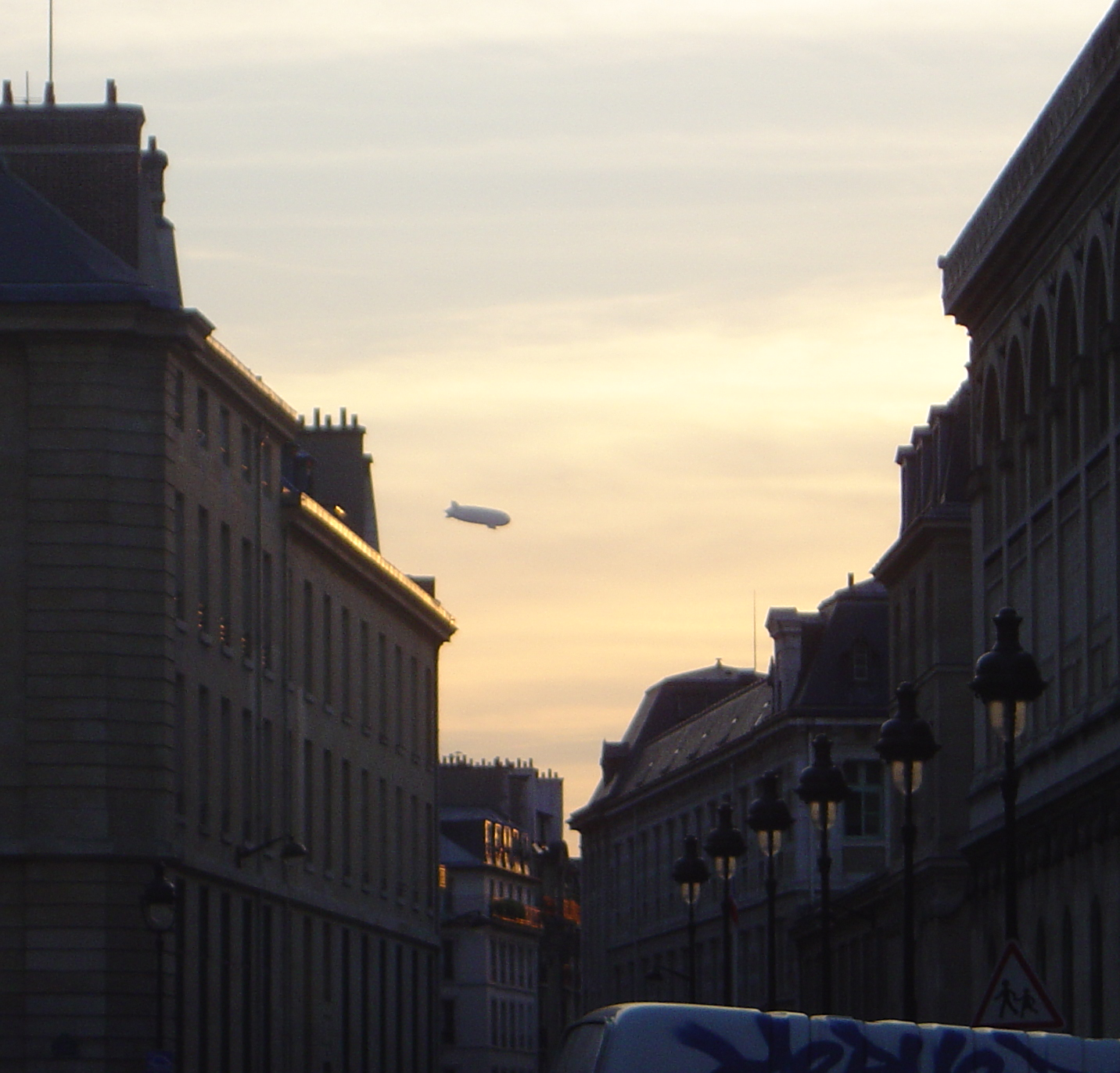
„Polizei“-Zeppelin der Pariser Ordnungskräfte, Experiment anlässlich der Fête de la Musique, 2005

Eine Wiederbelebung der transatlantischen Luftschifffahrt nach dem Zweiten Weltkrieg wurde aufgrund der rasanten Weiterentwicklung der Flugzeuge in diesen Jahren nicht einmal mehr versucht. Zu offensichtlich waren die Nachteile der Luftschiffe: Flugzeuge erzielten schon damals eine noch viel größere Geschwindigkeit. Gemessen an der Zahl der beförderten Passagiere war der Betrieb der Luftschiffe äußerst aufwändig und erforderte viel Personal. Mitunter waren mehr Mannschaftsmitglieder als Fahrgäste an Bord, und am Boden wurden bei Start und Landung große Hilfsmannschaften benötigt. Zudem mussten auf den Flugplätzen entsprechend große Luftschiffhallen bereitgestellt werden. Der deutlich geringere Komfort der Flugzeuge wurde fortan in Kauf genommen.
Im und nach dem Zweiten Weltkrieg fanden Luftschiffe nur noch in Bereichen Verwendung, die gut von kleineren, billigeren und flexibleren Prallluftschiffen ausgefüllt werden konnten, etwa als Militärluftschiff, für Langzeitbeobachtungen, touristische Rundfahrten oder für Werbung.
Immer wieder wurde auch vorgeschlagen, dass Starrluftschiffe als Schwerlasttransporter eine Zukunft haben könnten, insbesondere um extrem große und sperrige Lasten in schlecht erschlossene Gebiete zu liefern. Ein entsprechendes Projekt in jüngerer Zeit war das halbstarre Luftschiff CL160 der Cargolifter AG. Obwohl es um 2000 herum bereits recht weit fortgeschritten war, wurde der Bau eingestellt, als die Firma im Mai 2002 Insolvenz anmelden musste. Am 24. August 2005 bekam darauf die Zeppelin Luftschifftechnik GmbH den Zuschlag für den Kauf der immateriellen Güter (Archive, Aufzeichnungen) aus dem Insolvenzbestand der Cargolifter AG. So sollen das Wissen und die gesammelten Erfahrungen dieses Großluftschiffprojekts für Deutschland erhalten bleiben. Es soll in einen deutschen Forschungsverbund für die Leichter-als-Luft-Technologie einfließen. Lockheed Martin arbeitet an einem neuen Luftschifftyp, dem Hybridluftschiff P-791.
2023 wurde ein neues, 124 m langes Starrluftschiff, die Pathfinder 1 von LTA Research gebaut, welches im Oktober 2023 eine Startlizenz in den USA für 1 Jahr erhielt.

## Zeppelinmythos und Kultur
Im Deutschen Reich vor dem Ersten Weltkrieg entwickelte sich eine große Zeppelinbegeisterung, sichtbar etwa an der Zeppelinspende des deutschen Volkes 1908 oder der Tatsache, dass nach dem Absturz von LZ 7 im Jahr 1910 eine Menschenmenge Ferdinand von Zeppelin bei seiner Ankunft am Unfallort dennoch zujubelte. An vielen Orten im Land wurden Zeppelinsteine und -denkmäler errichtet. Der Enthusiasmus ist von Helmut Reinicke in den Zusammenhang der Flugbegeisterung seit dem Aufstieg der ersten Freiballons (der Montgolfièren) 100 Jahre früher gestellt worden.

Wappen von Zeppelinheim

Der Zeppelinmythos hat verschiedene fiktive Werke inspiriert.

### Filme
- Zeppelin (GB, 1971) – Film über einen deutschen Zeppelin-Einsatz im Ersten Weltkrieg und einen britischen Flieger deutscher Herkunft, der einen Loyalitätskonflikt mit sich ausmachen muss. Regie: Étienne Périer, unter anderem mit Michael York und Elke Sommer.
- Die Hindenburg (USA, 1975) – Katastrophenfilm über den letzten Flug von LZ 129, der auf einer fiktiven Sabotagegeschichte aufbaut. Regie Robert Wise, unter anderem mit George C. Scott, Anne Bancroft
- Hindenburg (Deutschland, 2011) – Fernsehfilm von Philipp Kadelbach
- Indiana Jones und der letzte Kreuzzug (USA, 1989) – Abenteuerfilm, in dem der Titelheld (Harrison Ford) mit seinem Vater (Sean Connery) im Jahr 1938 mit einem Zeppelin von Berlin-Tempelhof aus Deutschland zu verlassen versucht. Der Zeppelin ähnelt dem LZ 129, der aber zu der Zeit, in der der Film spielt, bereits zerstört war.
- Sky Captain and the World of Tomorrow – (USA 2004), Abenteuerfilm, der in einer alternativen Realität des Jahres 1939 spielt. Zu Beginn des Filmes ankert ein Zeppelin mit dem Namen Hindenburg III in New York an der Spitze des Empire State Buildings.

### Dokumentarfilme / filmische Dokumentensammlungen
- "Zeppelin. Filmdokumente einer Legende." Hrsg.: Archiv der Luftschiffbau GmbH Friedrichshafen, vor 2015 (?), 3 DVD mit jeweils ungeschnittenen Originalaufnahmen der 1920/30er Jahre. So auch von Zeppelin-Expeditionen, Zeppelinbau und Unfällen. Erschienen bei absolut Medien und morisel. ISBN 978-3-89848-389-6.

### Philatelie
Die Geschichte der Zeppeline ist von besonderem Interesse für Briefmarkensammler. Die Luftschiffe beförderten von 1909 bis 1939 auf ihren nationalen und internationalen Flügen Post. In vielen Ländern wurden Briefmarken mit hohem Nennwert speziell für diesen Zweck herausgegeben, und häufig versandten Sammler so frankierte und gestempelte Umschläge extra für andere Sammler. Zu den seltensten Zeppelinpost-Stücken gehören jene, die von der „Hindenburg“ auf ihrer letzten Fahrt transportiert wurden. Die erhaltenen Umschläge erzielen, obgleich an den Rändern angesengt, heute Preise von mehreren Tausend Euro.

### Speisen
- Ein litauisches Nationalgericht, mit Hackfleisch gefüllte längliche „zeppelinförmige“ Kartoffelklöße, heißt Cepelinai.
- In Wien heißt ein längliches, baguetteartiges Weißbrot Zeppelin.
- Seit 1909 wird in Frankfurt am Main die Zeppelinwurst produziert.

### Sonstiges
- Der Name der englischen Rockband Led Zeppelin wurde von der Voraussage eines anderen Musikers inspiriert, der äußerte, eine Band um Jimmy Page würde „abstürzen wie ein bleiernes Luftschiff“ („The band will go over like a lead zeppelin“).
- In der TV-Serie Fringe – Grenzfälle des FBI von J. J. Abrams gibt es im Paralleluniversum immer noch Zeppeline, als Andockstation wird das Empire State Building verwendet.

## Museen
Die reichhaltigste Sammlung zum Thema Zeppelin hat das Zeppelin Museum in Friedrichshafen, das seit dem 2. Juli 1996 in eigenen Räumlichkeiten mit 4000 m² Ausstellungsfläche im ehemaligen Hafenbahnhof untergebracht ist. Kleinere Zeppelinmuseen gibt es außerdem in der nahe gelegenen Stadt Meersburg, das Zeppelin-Museum Meersburg, und im fränkischen Niederstetten, das Albert-Sammt-Museum, mit Erinnerungsstücken des letzten Luftschiffkapitäns.
Auch an verschiedenen früheren Kriegsluftschiffstandorten widmen sich Luftfahrtmuseen ausführlich der Zeppelin-Geschichte, etwa das Zeppelin-Museum Zeppelinheim in der Nähe des Frankfurter Flughafens, das Aeronauticum in Nordholz, das neben dem Marinefliegergeschwader 3 „Graf Zeppelin“ liegt, und das Zeppelin- und Garnisonsmuseum in Tondern (im heutigen Dänemark).
Der einzige vollständig erhaltene Ankermast der deutschen Luftschiffe, der Zeppelinturm befindet sich in Recife (Brasilien).